# National Aeronautics and Space Administration
Administration nationale de l'aéronautique et de l'espace
«  NASA » redirige ici. Pour les autres significations, voir Nasa.

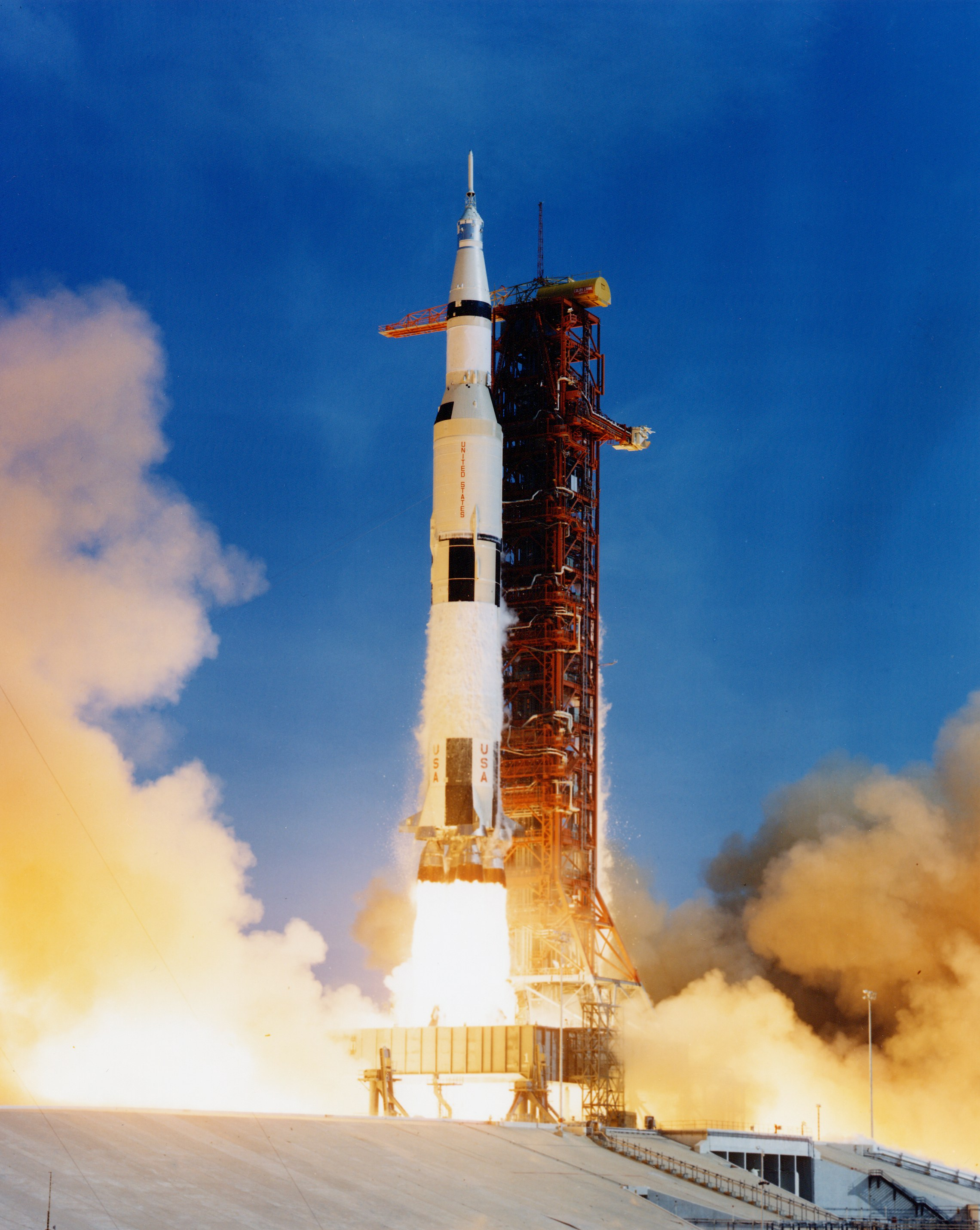
Lancement du Saturn V, lanceur du programme Apollo, projet emblématique de la NASA.

La National Aeronautics and Space Administration (en français : « Administration nationale de l'aéronautique et de l'espace »), plus connue sous son acronyme NASA, est l'agence fédérale responsable de la majeure partie du programme spatial civil des États-Unis. La recherche aéronautique relève également du domaine de la NASA. Depuis sa création le 29 juillet 1958, la NASA joue mondialement un rôle dominant dans le domaine du vol spatial habité, de l'exploration du Système solaire et de la recherche spatiale. Parmi les réalisations les plus marquantes de l'agence figurent les programmes spatiaux habités Apollo, la navette spatiale américaine, la Station spatiale internationale (en coopération avec plusieurs pays), les télescopes spatiaux comme Hubble et Kepler, l'exploration de Mars par les sondes spatiales Viking, Mars Exploration Rover, Curiosity et Perseverance ; ainsi que celle des planètes du système solaire externe : Jupiter, Saturne par les sondes Pioneer, Voyager, Galileo, Cassini-Huygens ; Uranus et Neptune uniquement par Voyager 2 ; ainsi que Pluton par New Horizons.
La NASA est créée le 29 juillet 1958 pour administrer et réaliser les projets relevant de l'astronautique civile, jusque-là pris en charge par les différentes branches des forces armées des États-Unis, afin de rattraper l'avance prise par l'Union soviétique. La NASA reprend à cette époque les centres de recherche du NACA, jusque-là tourné vers la recherche dans le domaine de l'aéronautique. Elle est dotée en 2019 d'un budget de 21,5 milliards de dollars américains et emploie directement environ 17 300 personnes (22 000 avec le Jet Propulsion Laboratory) ainsi qu'un grand nombre de sous-traitants répartis entre dix centres spatiaux situés principalement dans les États du Texas, de Californie et de Floride, de l'Alabama, de Virginie et de Washington. Les missions marquantes en cours sont l'achèvement et l'exploitation de la Station spatiale internationale, l'utilisation et la réalisation de plusieurs télescopes spatiaux, dont le télescope spatial James-Webb, les sondes spatiales OSIRIS-REx, Mars 2020, et Mars Science Laboratory déjà lancées ou sur le point d'être lancées. La NASA joue également un rôle essentiel dans les recherches en cours sur le changement climatique.
Le programme spatial habité de la NASA est depuis 2009 en cours de restructuration à la suite du retrait de la navette spatiale américaine en 2011 et de l'abandon du programme Constellation en raison de problèmes de conception et de financement. La présidence de Barack Obama, suivant les recommandations de la commission Augustine, décide d'abandonner le projet de retour d'astronautes sur le sol lunaire à l'horizon 2020 au profit d'une démarche d'exploration plus progressive qui doit être précédée par des recherches poussées notamment dans le domaine de la propulsion. Dans cette optique sont mis en chantier le développement du lanceur lourd Space Launch System et de la capsule associée Orion dans le cadre du programme Artemis. Pour pallier l'absence de système de desserte de la Station spatiale internationale après le retrait de la navette spatiale, la NASA s'appuie au cours de la décennie 2010 sur le secteur privé.

## Création

### Début de l'ère spatiale (1957)

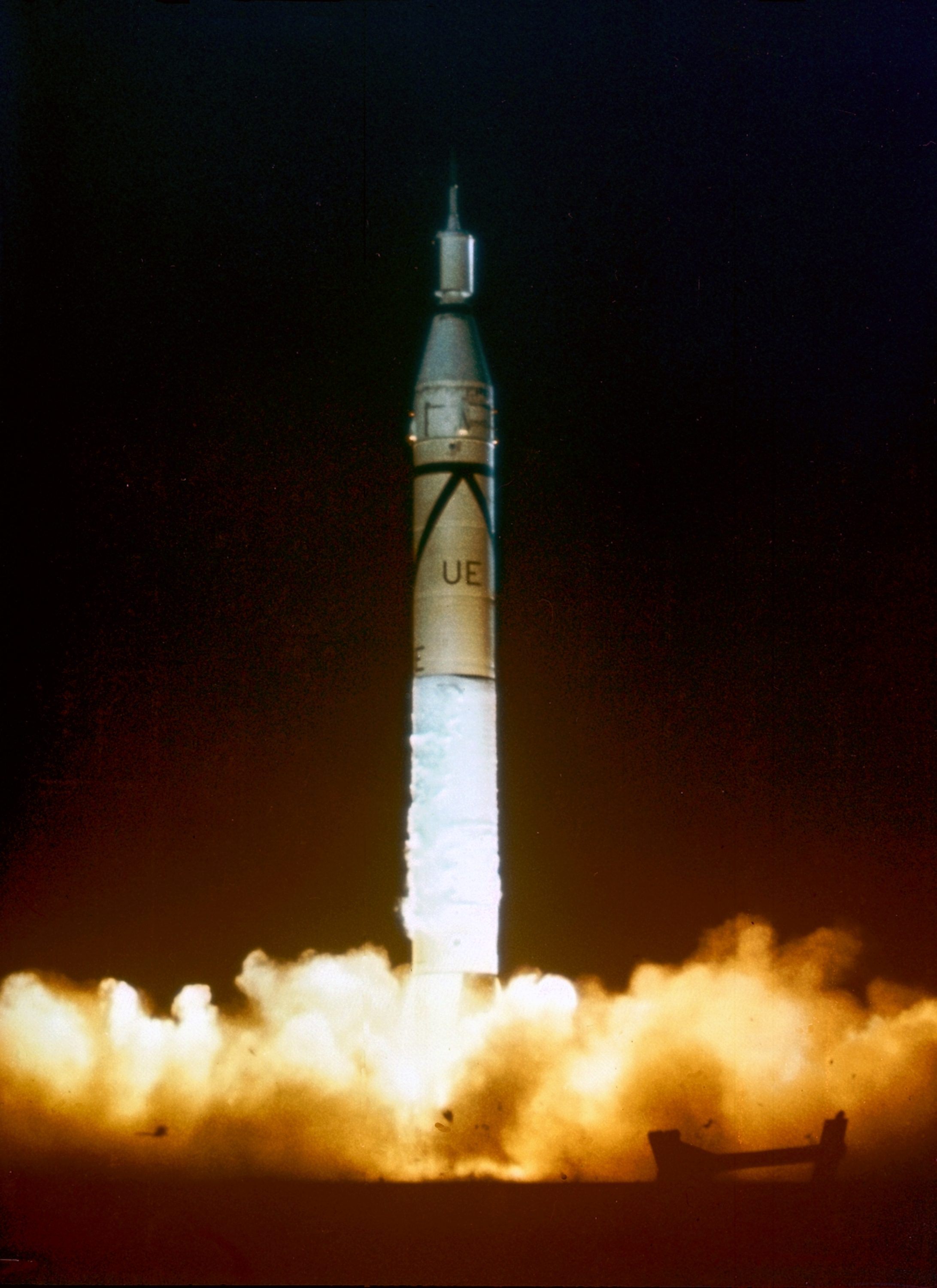
Lancement du satellite Explorer 1 le 1 février 1958.

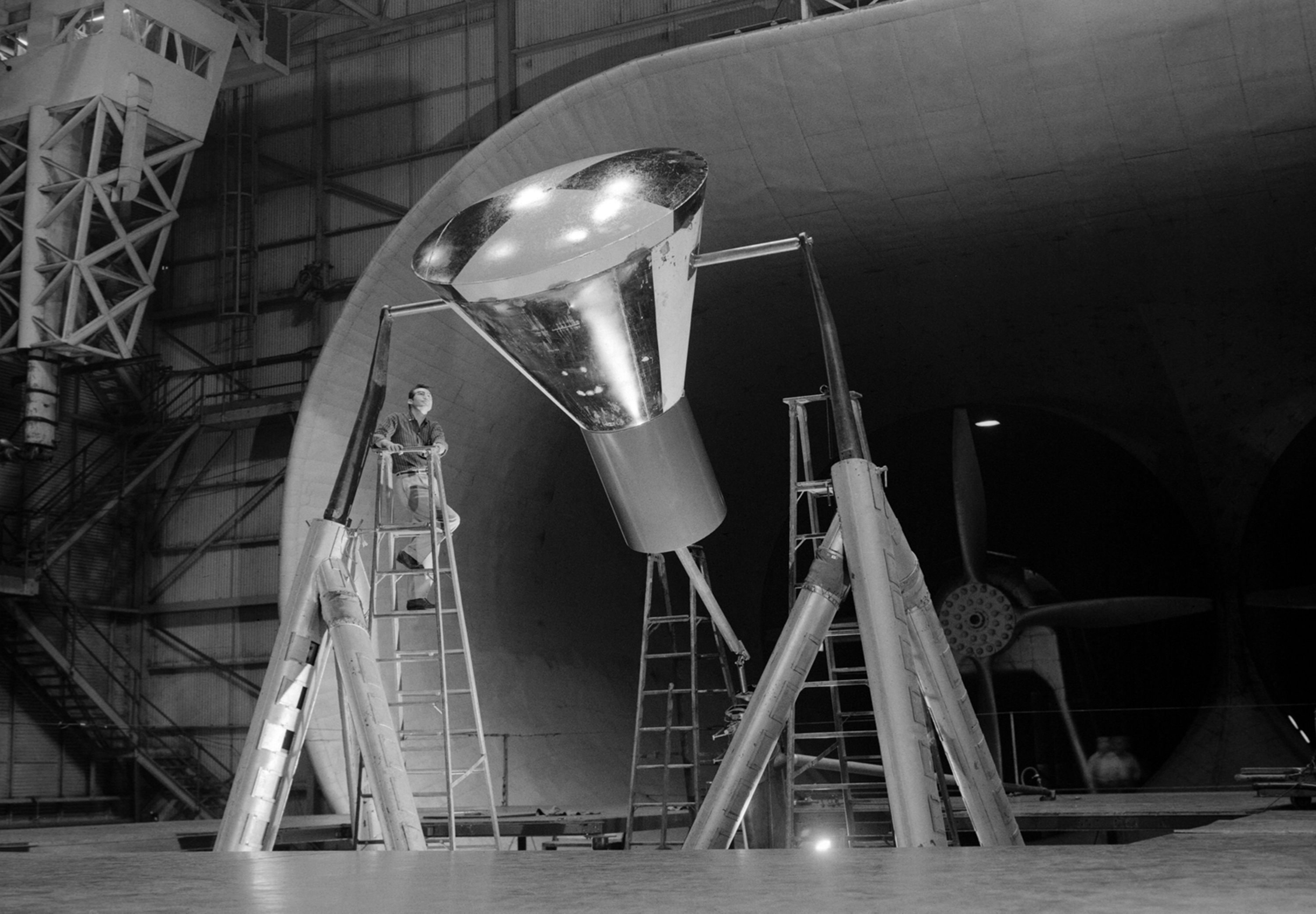
Les installations existantes de la NACA, comme cette soufflerie de grande taille, sont utilisées par le programme spatial avant même sa transformation en agence spatiale.

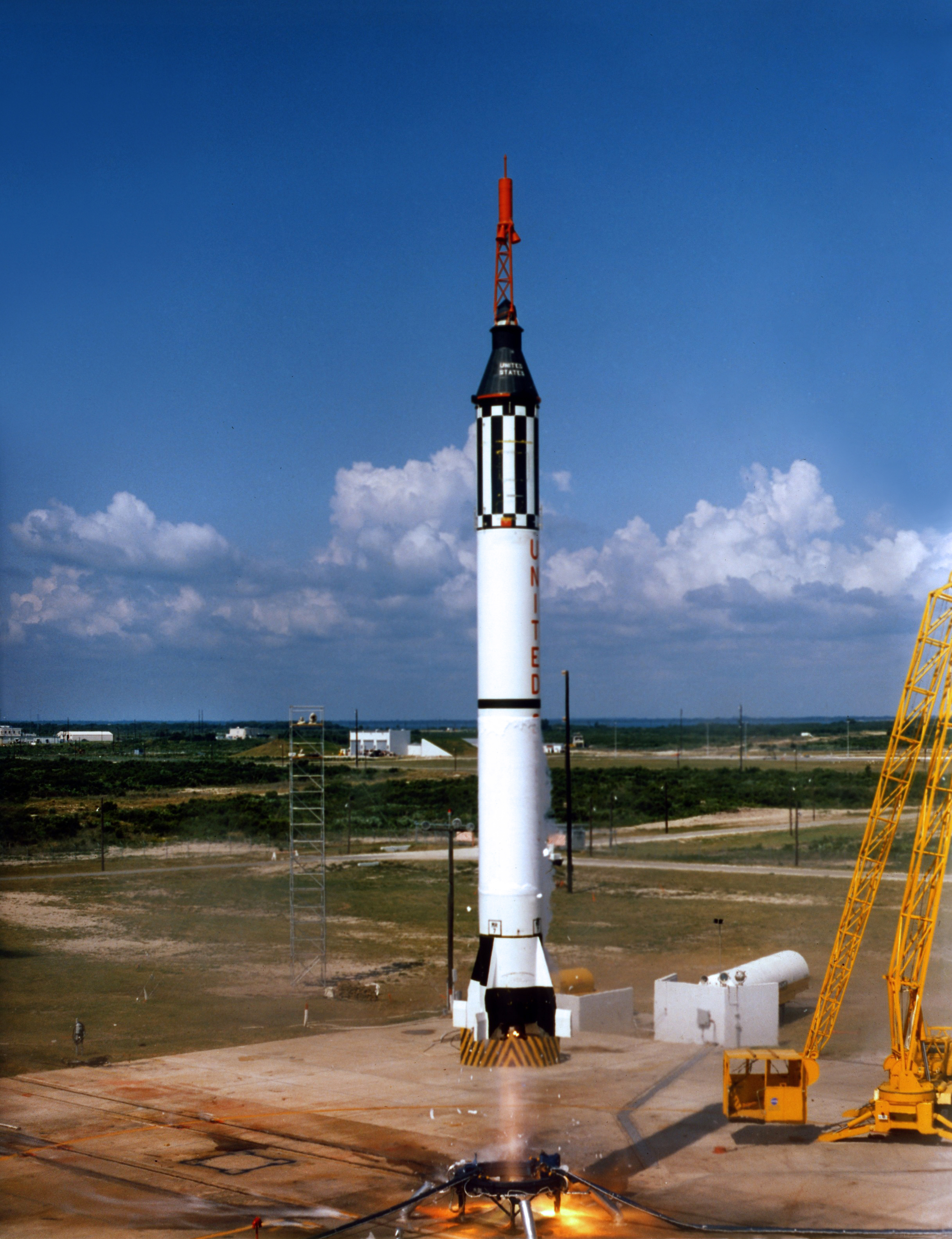
Le programme Mercury premier programme spatial habité de la NASA : lancement de Freedom 7 avec Alan Shepard le 5 mai 1961.

En 1955, les États-Unis et l'URSS annoncent, chacun de leur côté, qu'ils lanceront un satellite artificiel dans le cadre des travaux scientifiques prévus pour l'année géophysique internationale (juillet 1957-décembre 1958). Aux États-Unis, le développement du satellite et de son lanceur est confié au programme Vanguard, confié à une équipe de la marine des États-Unis, mais le projet lancé tard et trop ambitieux enchaîne les échecs. Le 4 octobre 1957, l'Union soviétique est le premier pays à placer en orbite le satellite Spoutnik 1. C'est un choc pour les responsables et l'opinion publique américains, jusqu'alors persuadés de la supériorité technique des États-Unis. L'armée de l'Air et l'armée de Terre américaines ont à cette époque également des programmes spatiaux qui exploitent les travaux réalisés autour des missiles balistiques intercontinentaux : c'est l'équipe de Wernher von Braun, travaillant pour le compte de l'Armée de terre, et associé au Jet Propulsion Laboratory qui parvient finalement à lancer le premier satellite américain, Explorer 1, le 1er février 1958 grâce au lanceur Juno I développé à partir d'un missile balistique Redstone.

### Choix d'une agence spatiale consacrée au programme spatial civil
Le président américain Dwight D. Eisenhower finit par être convaincu qu'il est nécessaire de créer une agence spatiale consacrée aux projets spatiaux pour fédérer les efforts dispersés entre les différents centres de recherche militaires et civils. Dès novembre 1957, un sous-comité du Sénat américain auditionne des spécialistes pour déterminer l'état d'avancement du programme de missiles américains et identifier l'origine de l'avance prise par les ingénieurs soviétiques. En février 1958, le comité Purcell est mis sur pied pour déterminer l'organisation de la future agence spatiale. Plusieurs solutions sont étudiées dont la création d'une agence « ab nihilo », le transfert de cette nouvelle activité à l'ARPA, organisme de recherche militaire interarmes nouvellement constitué ou la prise en charge du domaine par la Commission à l'énergie atomique (AEC), agence chargée des développements civils et militaires liés à l'atome. Finalement, une majorité se dégage pour faire de la NACA (National Advisory Committee on Aeronautics, c'est-à-dire le comité consultatif national pour l'aéronautique) le noyau de l'agence spatiale. La NACA est une agence de recherche tournée vers l'aéronautique mais qui s'est fortement engagée au cours des années 1950 dans le programme de missiles par des travaux dans le domaine de l'aérodynamique, de la propulsion et des matériaux. Près de 50 % de son activité touche à l'époque au spatial. La loi créant la NASA est approuvée par le Congrès en juillet 1958 et le décret d'application du National Aeronautics and Space Act est signé par le président le 29 juillet 1958.

### Transfert des activités spatiales (1958-1960)
La NASA reprend les centres de recherche de la NACA. À l'époque, la NACA emploie environ huit mille personnes et dispose d'un budget annuel de cent millions de dollars américains. Le plus grand de ces centres est le centre de recherche Langley qui emploie plus de 3 000 personnes et dont les axes de recherche portent sur l'aérodynamique, les structures et la mise en œuvre opérationnelle des avions et des lanceurs. Le centre de recherche Ames qui emploie 1 450 personnes a également une activité polyvalente mais les travaux portent plus particulièrement sur l'aérodynamisme à vitesses élevées. Le centre de recherche Lewis (nommé en 1981 centre de recherche Glenn) emploie 2 700 personnes qui se consacrent plus particulièrement aux recherches sur la propulsion aérospatiale. Il existe des petits établissements spécialisés. Le siège de la NASA, comme celui de la NACA, est à Washington.
Le programme Vanguard développé par la marine américaine et les projets de l'armée de l'air (essentiellement les premiers travaux sur le moteur F-1, trois projets de satellites et deux sondes lunaires en préparation) sont transférés à la NASA dès la création de l'agence spatiale. Par contre, le transfert des deux entités de l'armée de terre — le Jet Propulsion Laboratory (JPL) et l'Army Ballistic Missile Agency (de von Braun) — qui sont à l'origine du premier succès spatial américain se heurtent à la résistance des responsables militaires. Ces derniers argumentent que ces deux entités œuvrent essentiellement sur des projets militaires. Finalement un compromis est adopté. Le JPL est transféré à la NASA à condition d'achever en parallèle la mise au point du missile balistique Sergeant. Les équipes de von Braun continuent à être rattachées à l'Armée de terre. Elles seront finalement transférées à la NASA en juillet 1960. Deux nouveaux établissements sont créés : ce sont en 1959 le centre de vol spatial Goddard implanté à quelques kilomètres de l'agglomération de Washington et spécialisé dans les missions scientifiques (observation de la Terre, Soleil, astronomie, astrophysique) et en 1961 le Manned Spacecraft Center (rebaptisé en 1973 Centre spatial Lyndon B. Johnson) qui prend en charge le programme spatial habité et qui est situé à compter de 1963 à Houston (Texas).

## Historique

### Années 1960

#### Programme spatial habitéApollo
Le premier projet de vol habité développé par la NASA est le programme Mercury, qui démarre en 1958 avant même la création de l'agence, qui doit permettre le lancement du premier américain dans l'espace. Le 5 mai 1961, Alan Shepard effectue un premier vol de quinze minutes dans la capsule Freedom 7 : mais ce n'est qu'un simple vol suborbital car la NASA ne dispose pas à l'époque d'un lanceur suffisamment puissant. Le président John F. Kennedy annonce le lancement du programme Apollo dans son discours du 25 mai 1961, essentiellement pour reconquérir le prestige américain mis à mal par les succès de l'astronautique soviétique, à une époque où la guerre froide entre les deux superpuissances bat son plein. La NASA mandatée par le président Kennedy, doit poser un homme sur la Lune avant la fin de la décennie. Il faut attendre la mission Mercury-Atlas 6 du 20 février 1962 pour que John Glenn devienne le premier astronaute américain à boucler une orbite autour de la Terre. Trois autres vols habités ont lieu en 1962 et en 1963.

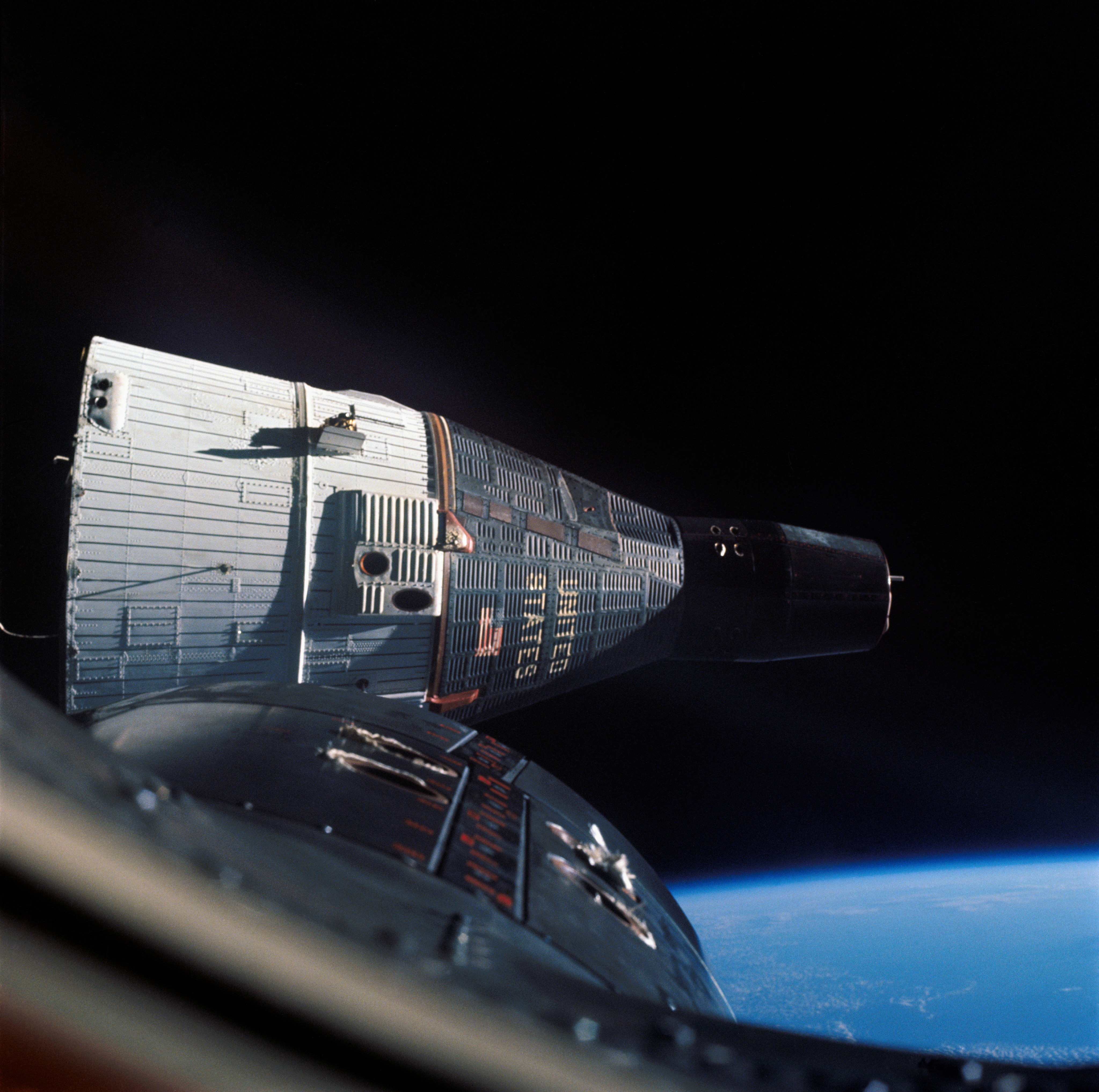
Rendez-vous entre les capsules Gemini 6A et Gemini 7.

Lorsque le programme Mercury s'achève en 1963, des aspects importants du vol spatial, nécessaires pour mener à bien les vols lunaires, ne sont toujours pas maîtrisés. Les dirigeants de la NASA lancent le programme Gemini destiné à acquérir ces techniques sans attendre la mise au point du vaisseau très sophistiqué de la mission lunaire. Ce programme intermédiaire doit remplir trois objectifs :
- maîtriser les techniques de localisation, manœuvre et rendez-vous spatial ;
- mettre au point les techniques permettant de travailler dans l'espace au cours de sorties extravéhiculaires ;
- étudier les conséquences de l'impesanteur sur la physiologie humaine au cours de vols de longue durée.

Le vaisseau spatial Gemini, qui doit initialement être une simple version améliorée de la capsule Mercury, devient un vaisseau sophistiqué de 3,5 tonnes (contre 1 tonne environ pour le vaisseau Mercury), capable de voler avec deux astronautes durant deux semaines. La capsule Gemini est lancée par un lanceur Titan II, missile de l'armée de l'air américaine reconverti en lanceur. Le programme rencontre toutefois des problèmes de mise au point. Mais fin 1963, tout est rentré dans l'ordre et deux vols sans équipage ont lieu en 1964 et début 1965. Le premier vol habité Gemini 3 emporte les astronautes Virgil Grissom et John Young le 23 mars 1965. Au cours de la mission suivante, l'astronaute Edward White réalise la première sortie dans l'espace américaine. Huit autres missions, émaillées d'incidents sans conséquence, s'échelonnent jusqu'en novembre 1966 : elles permettent de mettre au point les techniques de rendez-vous spatial et d'amarrage, de réaliser des vols de longue durée (Gemini 7 reste près de 14 jours en orbite) et d'effectuer de nombreuses autres expériences. À l'issue du programme Gemini, les États-Unis ont rattrapé leur retard scientifique sur l'URSS. Toutefois, l'URSS garde encore une supériorité symbolique sur les États-Unis, du fait qu'elle avait envoyé en juin 1963 une femme dans l'espace, Valentina Terechkova.
Dans le domaine des lanceurs, la NASA développe pour le programme Apollo la famille de lanceurs Saturn. Le modèle le plus puissant, Saturn V, permet de placer 118 tonnes en orbite basse, un record jamais égalé depuis. Il est conçu pour lancer les deux vaisseaux de l'expédition lunaire : le vaisseau Apollo et le module lunaire Apollo chargé de transporter les astronautes à la surface de la Lune. Une partie de la réussite du programme Apollo a pour origine la mise au point d'un nouveau type de propulsion utilisant l'hydrogène liquide dont la mise au point a débuté à la fin des années 1950 dans le cadre du développement de l'étage Centaur.

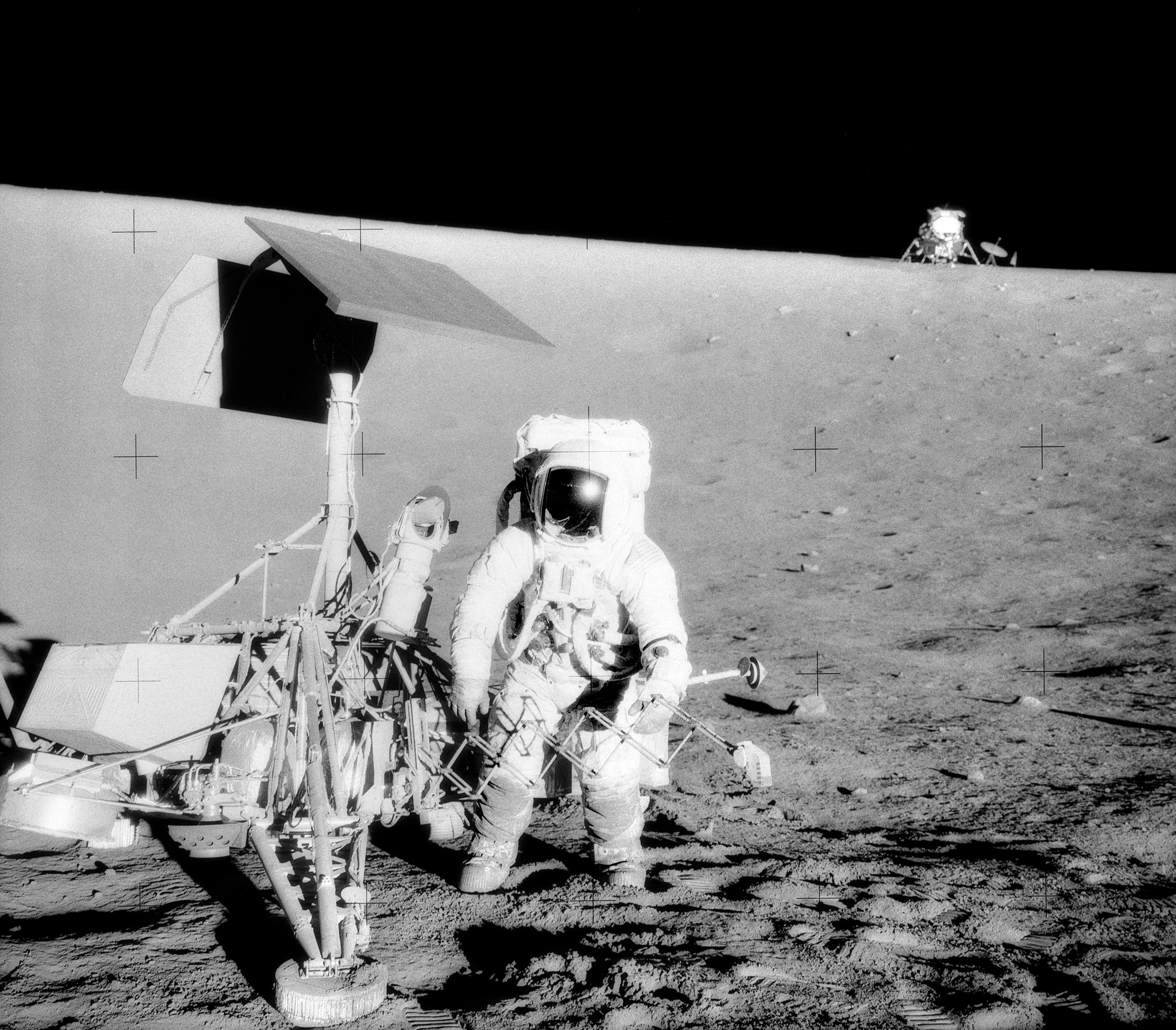
Charles Conrad (Apollo 12) et la sonde Surveyor 3 sur la surface lunaire.

Deux accidents graves surviennent au cours du programme Apollo : l'incendie au sol du vaisseau spatial Apollo 1 dont l'équipage périt brûlé et qui entraîne un report de près de deux ans du calendrier et l'explosion du réservoir à oxygène du vaisseau spatial Apollo 13 dont l'équipage survit en utilisant le module lunaire comme vaisseau de secours. Pour atteindre la Lune, une méthode audacieuse de rendez-vous orbital lunaire est retenue, qui nécessite de disposer de deux vaisseaux spatiaux dont le module lunaire destiné à l'alunissage. Le lanceur géant Saturn V de 3 000 tonnes est développé pour lancer les véhicules de l'expédition lunaire. Le programme utilise un budget considérable (135 milliards de dollars américains valeur 2005) et mobilise jusqu'à quatre cent mille personnes.
Le 21 juillet 1969, l'objectif est atteint par deux des trois membres d'équipage de la mission Apollo 11, Neil Armstrong et Buzz Aldrin. Cinq autres missions se posent par la suite sur d'autres sites lunaires et y séjournent jusqu'à trois jours. Ces expéditions permettent de rapporter 382 kilogrammes de roches lunaires et de mettre en place plusieurs batteries d'instruments scientifiques. Les astronautes ont effectué des observations in situ au cours d'excursions sur le sol lunaire d'une durée pouvant atteindre 8 heures, assistés à partir d'Apollo 15 par un véhicule tout-terrain, le rover lunaire Apollo. Les six missions qui ont aluni ont rapporté de nombreuses données scientifiques.

#### Exploration du Système solaire: reconnaissance lunaire et premiers survols planétaires
Parallèlement au programme Apollo, la NASA lance plusieurs programmes pour affiner sa connaissance du milieu spatial et du terrain lunaire. Ces informations sont nécessaires pour la conception des engins spatiaux et préparer les atterrissages sur la Lune. En 1965, trois satellites Pegasus sont placés en orbite par un lanceur Saturn I afin d'évaluer le danger représenté par les micrométéorites ; les résultats seront utilisés pour dimensionner la protection des vaisseaux Apollo. Les sondes spatiales Ranger (1961-1965), après une longue série d'échecs, ramènent à compter de fin 1964, une série de photos de bonne qualité de la surface lunaire qui permettent d'identifier des sites propices à l'atterrissage. Le programme Lunar Orbiter, composé de cinq sondes qui sont placées en orbite autour de la Lune en 1966-1967, complète ce travail : une couverture photographique de 99 % du sol lunaire est réalisée, la fréquence des micrométéorites dans la banlieue lunaire est déterminée et l'intensité du rayonnement cosmique est mesurée. Le programme permet également de valider le fonctionnement du réseau de télémesure. Les mesures effectuées indiquent que le champ gravitationnel lunaire est beaucoup moins homogène que celui de la Terre rendant dangereuses les orbites à basse altitude. Le phénomène, sous-estimé par la suite, réduit à 10 km l'altitude de l'orbite du module lunaire d'Apollo 15 dont l'équipage est endormi, alors que la limite de sécurité est fixée à 15 km pour disposer d'une marge suffisante par rapport aux reliefs. Le 2 juin 1966, la sonde Surveyor 1 effectue le premier alunissage en douceur sur la Lune fournissant des informations précieuses et rassurantes sur la consistance du sol lunaire (le sol est relativement ferme) ce qui permet de dimensionner le train d'atterrissage du module lunaire.
Malgré la priorité accordée au programme Apollo et à l'exploration de la Lune, la NASA lance également à cette époque plusieurs missions vers les autres planètes du Système solaire. Les sondes spatiales dans les années 1960 sont de petites tailles et rudimentaires et il faudra attendre la décennie suivante pour disposer de sondes capables d'investigations scientifiques approfondies. Leur fiabilité est faible, aussi sont-elles généralement envoyées par paire. En 1962, la mission Mariner 2 devient la première sonde spatiale à effectuer un survol d'une autre planète (Vénus). Mariner 4 réussit le premier survol de la planète Mars en 1964. Trois autres sondes Mariner réussissent un survol de Vénus en 1967 et deux de Mars en 1969.

### Années 1970-1980

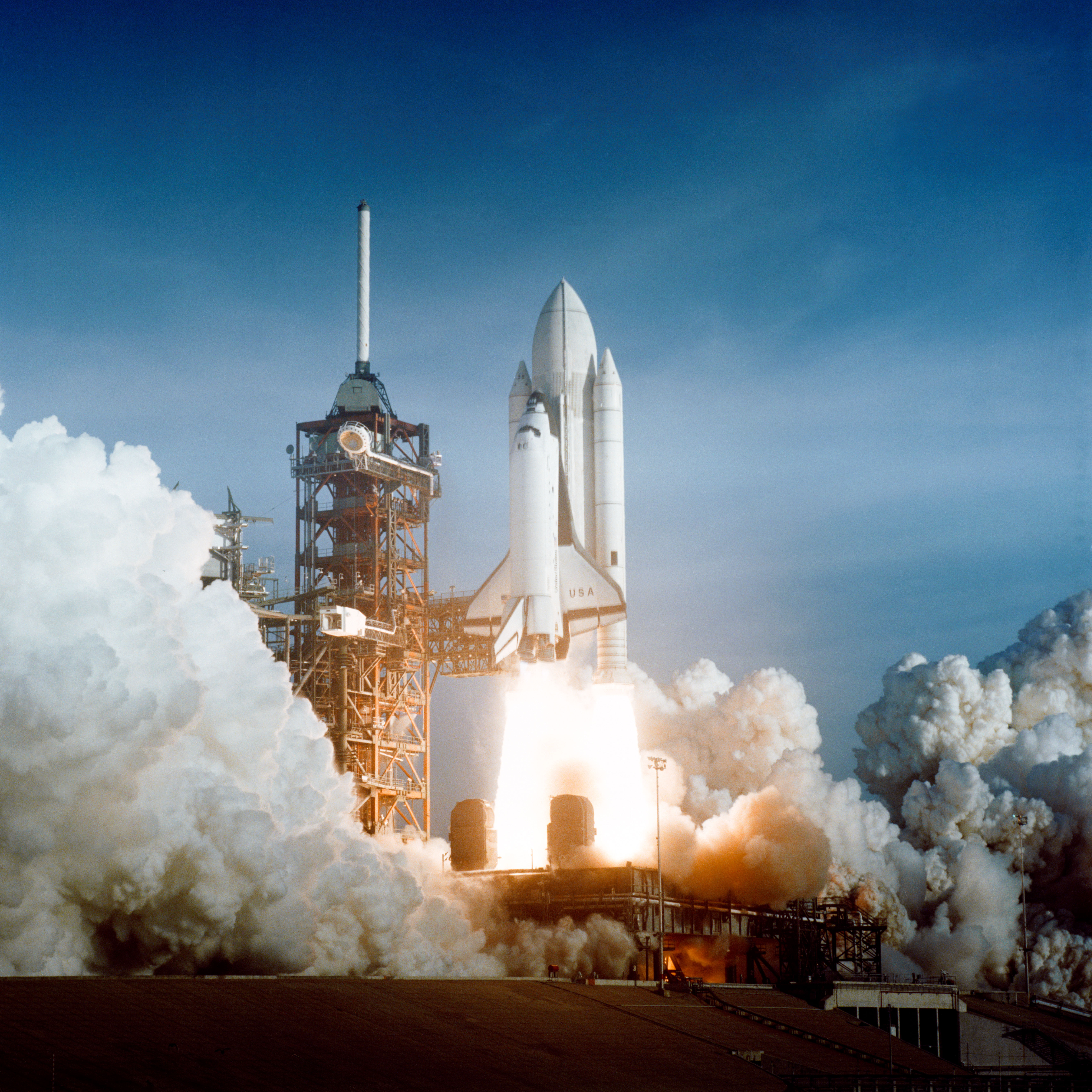
Lancement de la navette spatiale Columbia le 12 avril 1981.

#### Vols habités: lancement du projet de la navette
Dans le domaine du vol habité, la période de compétition acharnée avec l'URSS prend fin au début des années 1970 avec la dernière mission Apollo et l'abandon par les Soviétiques de leur programme lunaire habité. Un réchauffement des relations avec l'URSS est scellé symboliquement par le vol soviéto-américain du projet Apollo-Soyouz en 1975. Dans ce nouveau contexte, en l'absence d'enjeu international, le président américain Richard Nixon et le Congrès américain refusent de prolonger l'effort financier consenti pour le programme Apollo : le budget de l'agence spatiale qui avait culminé à 4,4 % du budget fédéral en 1965 va rapidement retomber. La station spatiale Skylab, un projet de station spatiale conçu à moindre frais en recyclant des composants du programme Apollo, est lancée. Trois équipages vont l'occuper successivement en 1973-1974 en ayant recours pour leur lancement au stock restant de lanceurs Saturn IB et de vaisseaux Apollo. Mais la station est ensuite abandonnée faute de budget et est détruite en rentrant dans l'atmosphère en 1979.
La NASA qui plaide pour un programme spatial habité ambitieux doit se limiter au projet de la navette spatiale, un engin réutilisable dont l'objectif est d'abaisser fortement le coût de la mise en orbite. Le feu vert est arraché aux décideurs en 1972 en intégrant dans le cahier des charges de la navette les besoins du département de la défense des États-Unis et en révisant à la baisse les ambitions initiales du programme. Le développement, plus long que prévu, va se prolonger jusqu'au début de la décennie suivante.

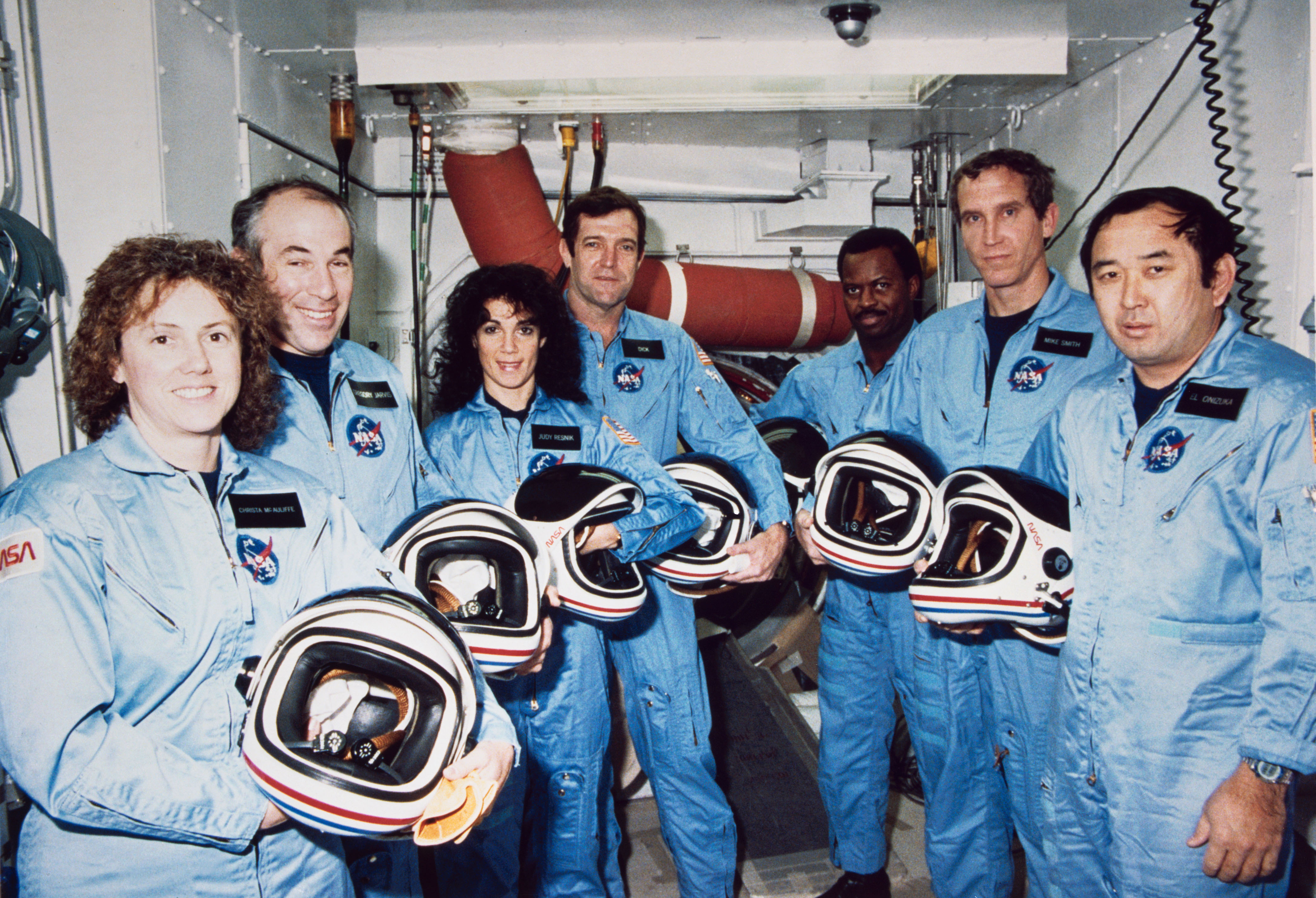
L'équipage de la navette Challenger qui a péri lors de l'explosion le 22 janvier 1986. De g. à d., Christa McAuliffe, Gregory Jarvis, Judith Resnik, Francis Scobee, Ronald McNair, Michael Smith, Ellison Onizuka

Columbia, première des quatre navettes spatiales, effectue son premier vol le 12 avril 1981. Le projet est un grand succès technique mais les coûts opérationnels des navettes s'avèrent beaucoup plus élevés que ce qui est prévu. La catastrophe de Challenger le 28 janvier 1986 remet en cause le dogme du tout navette et les lanceurs classiques, qui ont été abandonnés, doivent être remis en fonction. La navette abandonne en particulier le lancement des satellites commerciaux.
Alors que les relations avec l'Union soviétique se dégradent à nouveau, le président Ronald Reagan demande en avril 1983 à la NASA de lancer un projet de station spatiale consacrée à la recherche scientifique et qui soit occupée en permanence. Il annonce le 25 janvier 1984, au cours de son discours sur l'état de l'Union, la volonté des États-Unis d'entreprendre sa construction en coopération avec d'autres pays. Le coût du projet est alors estimé à huit milliards de dollars américains.

#### Exploration du Système solaire

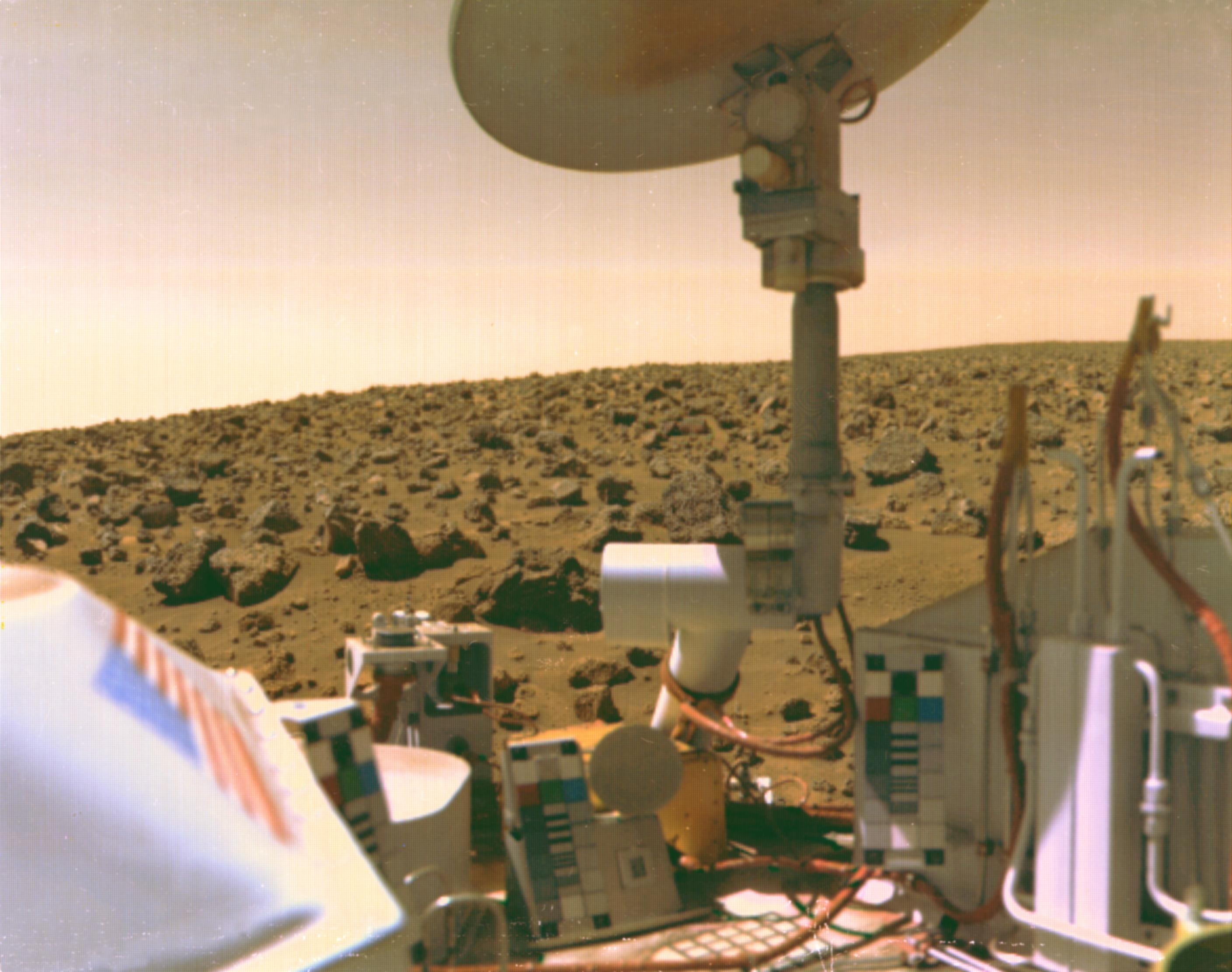
L'atterrisseur Viking 2 sur le sol martien.

La course à l'espace entre les deux puissances spatiales touche également l'exploration planétaire. L'Union soviétique réussit avec la sonde Venera 7 (1970) le premier atterrissage sur une autre planète du Système solaire. La NASA de son côté choisit de privilégier pour son programme d'exploration la planète Mars qui, contrairement à Vénus, abrite peut-être la vie et qui peut faire l'objet dans le futur d'une mission habitée. Alors que l'URSS consacre tout un programme à Vénus, la NASA ne lance au cours de la décennie qu'une seule mission double vers cette planète : le projet Pioneer Venus, à l'étude depuis 1965, subit plusieurs reports dus aux réductions budgétaires avant de recevoir le feu vert en 1975 et d'être lancé en 1978. Le projet, qui est une réussite, comporte, d'une part 4 sondes atmosphériques, et d'autre part un orbiteur qui transmet des données jusqu'en 1992.
Au milieu des années 1960, la NASA travaille sur une mission ambitieuse vers la planète Mars, le projet Voyager, qui se révèle trop complexe et trop cher. À la place sont développées les sondes spatiales Mariner 8 et Mariner 9 qui sont lancées en 1971. Le lanceur de Mariner 8 a une défaillance mais Mariner 9 atteint Mars en 1972 et devient la première sonde spatiale à se placer en orbite autour d'une autre planète. Mais pour répondre à la question de la vie sur Mars, il faut faire parvenir une sonde jusqu'au sol martien pour que celle-ci puisse effectuer des mesures directes. Les deux sondes programme Viking sont lancées vers Mars : le programme comporte deux atterrisseurs et deux orbiteurs et constitue le premier projet d'exploration planétaire. Le lancement planifié en 1973 est reporté à 1975 en raison de restrictions budgétaires et de dépassements des coûts de développements. Les deux atterrisseurs parviennent sur le sol martien en 1976 et transmettent des données jusqu'en 1982. De leur côté, les orbiteurs fonctionnent bien au-delà de la durée de vie prévue jusqu'en 1980.
Dans le cadre du plan d'exploration à long terme de Mars, le projet Viking doit être suivi d'un orbiteur chargé d'étudier le climat de Mars et d'un rover mobile (astromobile). Pour des raisons à la fois financières et politiques, ces projets ne sont débloqués que dans les années 1990 avec l'orbiteur Mars Observer et dans les années 2000 avec les astromobiles Spirit et Opportunity.

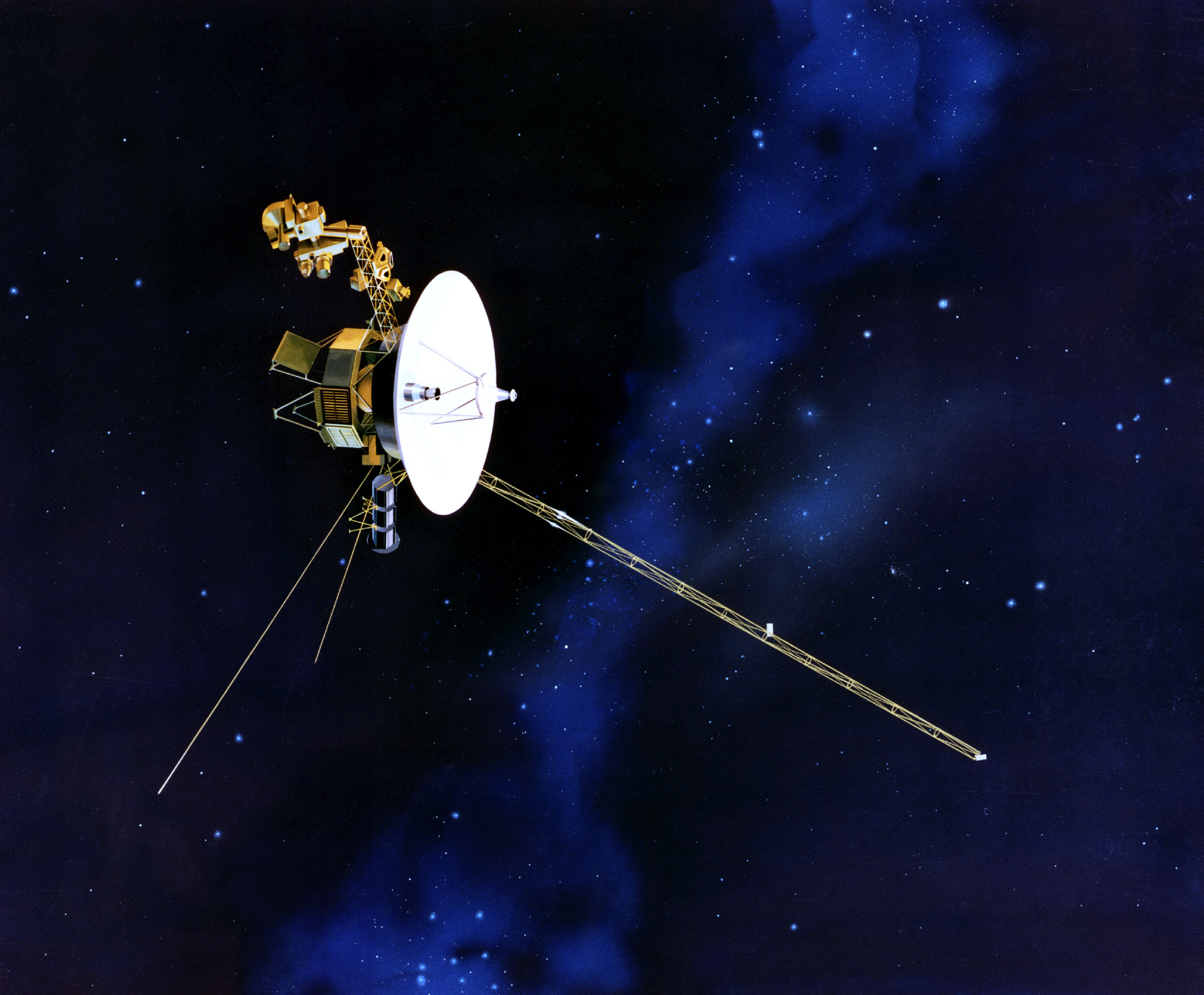
La sonde Voyager.

La seule planète interne à ne pas avoir été explorée au début des années 1970 est Mercure. La NASA décide de développer Mariner 10 dans ce but. La sonde est lancée en 1973 et achève sa mission en 1975 après avoir effectué comme prévu trois survols de la planète. Mariner 10 est la première sonde spatiale à utiliser la technique de l'assistance gravitationnelle.
À la fin des années 1960, la NASA envisage également de lancer des sondes vers les planètes externes. Un alignement de ces planètes, très rare, doit se produire à la fin des années 1970 permettant à une seule sonde spatiale d'effectuer un survol des quatre planètes externes. Cet événement est à l'origine du projet Grand Tour Suite ou Outer Planets Grand Tour Project qui prévoit le lancement de quatre à cinq sondes. Mais ce projet trop coûteux est abandonné en 1970 et remplacé début 1972 par le programme Voyager (qui n'a rien de commun avec le programme homonyme vers Mars). À l'époque, les astronomes ignorent si une sonde peut franchir intacte la ceinture d'astéroïdes située entre Mars et Jupiter et si le champ magnétique Jupiter, particulièrement puissant, présente un risque pour le fonctionnement d'un engin spatial. Pour répondre à ces interrogations, le projet des sondes Pioneer 10 et Pioneer 11 est mis sur pied dès 1968. Pioneer 10 est lancée en 1972 et est la première sonde spatiale à survoler Jupiter en décembre 1973. Une année après, la sonde jumelle Pioneer 11 quitte à son tour la Terre en avril 1973 et survole Jupiter fin 1974 avant d'effectuer le premier survol de Saturne en 1979. La reconnaissance effectuée par les sondes Pioneer a préparé la voie pour les sondes Voyager 1 et Voyager 2 toutes les deux lancées en 1977. Voyager 1 atteint Jupiter en 1979, Saturne en 1980 et collecte énormément de données inédites. Voyager 2 survole ces deux planètes en 1979 et 1981 et parvient à boucler le Grand Tour en passant près d'Uranus en 1986 et de Neptune en 1989. Les sondes Voyager comptent parmi les projets les plus réussis de la NASA.
À la fin des années 1970, la situation de la NASA se dégrade fortement. Après l'achèvement du programme Apollo de nombreux salariés doivent quitter l'agence et les moyens financiers qui subsistent sont en grande partie absorbés par le projet de la navette spatiale. Les responsables politiques ne s'intéressent pas au programme spatial. Dans ces conditions, peu de missions nouvelles voient le jour.

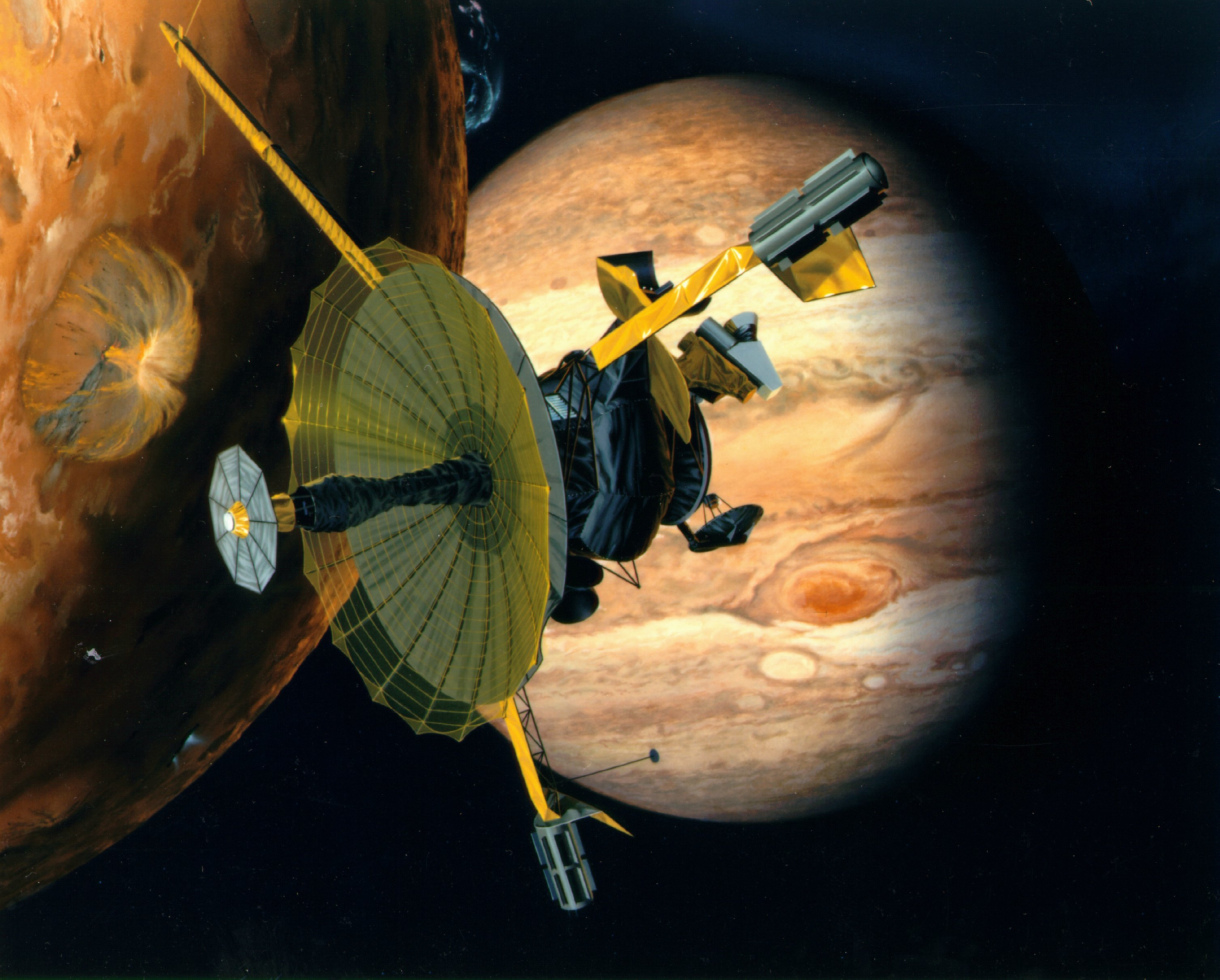
La sonde Galileo.

En 1974, un projet appelé initialement Jupiter Orbiter / Probe (JOP) et baptisé plus tard Galileo est proposé mais il ne commence à être financé qu'en 1977. La sonde doit être lancée en 1982 par la navette spatiale mais le retard pris dans la mise au point de la navette repousse son lancement jusqu'en 1986 ; le gouvernement Reagan envisage à un moment d'annuler le programme alors que l'engin est achevé à 90 % et il faut des pressions officielles très importantes pour le sauver. L'accident de Challenger repousse son lancement jusqu'en 1989 et la sonde atteint le système de Jupiter en 1995 où elle démarre sa mission qui s'achève en 2003. La seconde mission conçue à la fin des années 1970 et au début des années 1980 est la sonde VOIR (Venus Orbiting Imaging Radar) qui doit effectuer une cartographie de la planète Vénus grâce à son radar. De nouvelles réductions budgétaires aboutissent à son annulation. Une autre sonde scientifique à destination du Soleil International Solar Polar Mission est annulée à la même époque. Pour les remplacer, des expériences scientifiques américaines sont placées sur la sonde européenne jumelle Ulysses. En 1979, la sonde de la NASA qui doit être lancée vers la comète de Halley, en même temps que la sonde européenne Giotto, est également annulée.

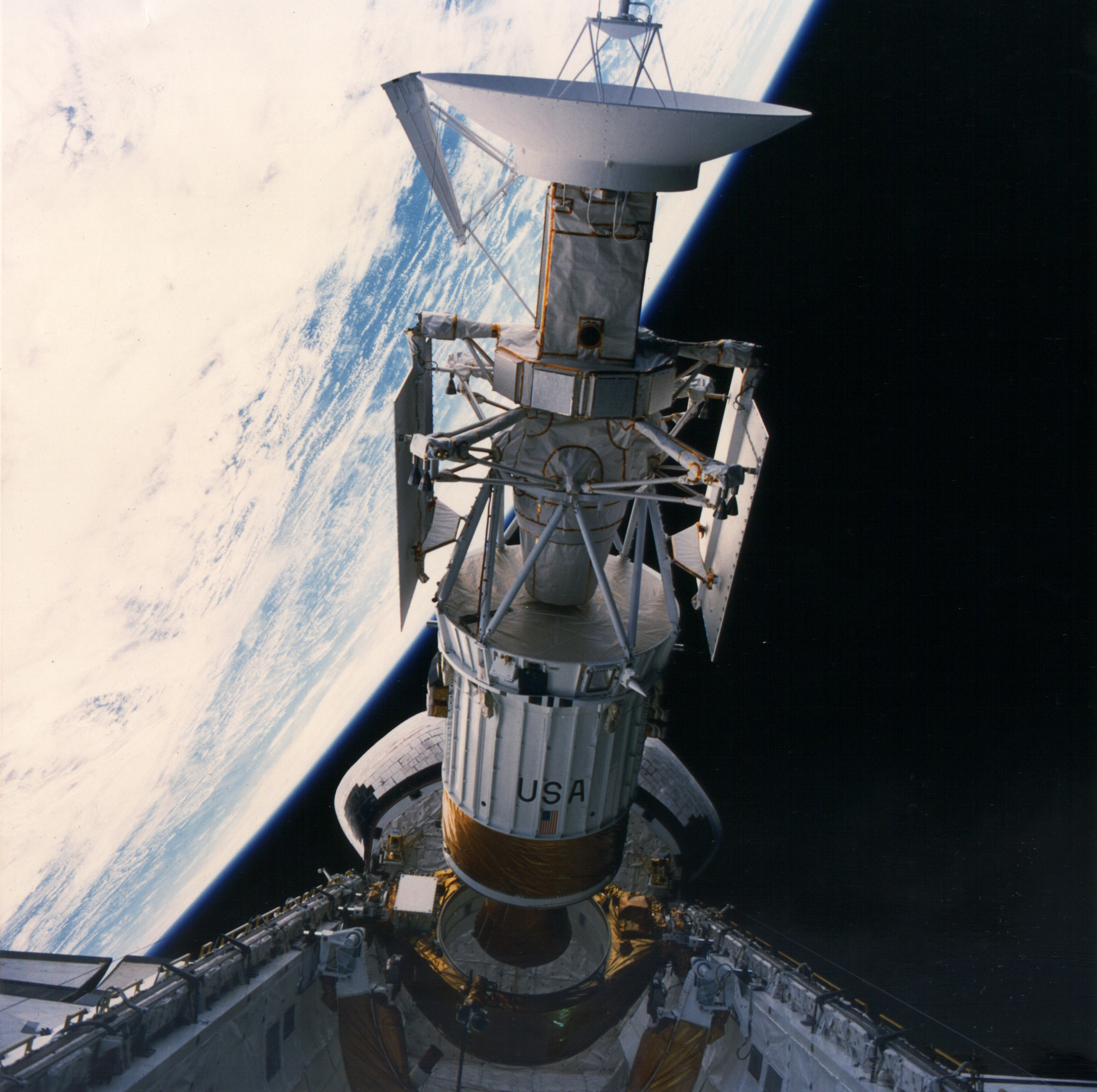
La sonde Magellan au cours de son lancement depuis la navette spatiale.

En 1983, une nouvelle stratégie reposant sur la réalisation de sondes à coûts modérés est mise en place par la NASA. Quatre missions sont proposées : une mission VOIR simplifiée, un orbiteur martien, la sonde Comet Rendezvous Asteroid Flyby (CRAF) et la sonde Saturn Orbiter / Titan Probe (SOTP). La sonde VOIR est reconfigurée avec une charge utile réduite à un unique instrument et utilisant des pièces de rechange des sondes précédentes. La nouvelle sonde qui a été renommée Magellan doit être lancée en 1988 mais ne le sera finalement qu'en 1989 à la suite de l'accident de Challenger. Magellan remplit avec succès sa mission en effectuant une cartographie à haute résolution du sol de Vénus entre 1990 et 1992.
Ronald Reagan annonce en 1983 le lancement de l'Initiative de défense stratégique puis en 1984 la construction de la station spatiale Freedom, noyau de la future Station spatiale internationale. Dans les années qui suivent, le budget consacré aux sondes spatiales est en hausse. Au titre du budget 1984 est lancé le développement de Mars Geoscience/Climatology Orbiters (MGCO), qui devient plus tard Mars Observer et qui doit prendre la suite du programme Viking et de la sonde Mariner 9. Le lancement programmé pour 1990 est repoussé à 1992 à cause de l'accident de Challenger. Mais le contact avec la sonde est perdu au moment où celle-ci va s'insérer en orbite autour de Mars. À cette date, c'est l'erreur la plus coûteuse du programme des sondes spatiales de la NASA et c'est la première sonde qui subit un échec depuis 1967. Sa mission est en grande partie reprise par les sondes Mars Global Surveyor et 2001 Mars Odyssey lancées à la fin des années 1990 et au début des années 2000. Une troisième sonde, Mars Climate Orbiter, qui doit compléter la couverture des deux engins précédents, est un échec.

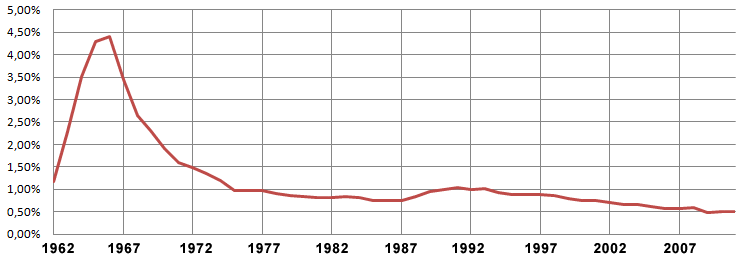
L'historique du budget de la NASA en pour cent des dépenses fédérales.

Dans le cadre du budget 1990, des fonds sont dégagés pour les projets Cassini-Huygens (anciennement SOTP) et la sonde spatiale CRAF à destination d'une comète. L'augmentation des coûts de la station spatiale et de fortes contraintes budgétaires obligent en 1991 à restreindre la charge utile de CRAF à deux instruments puis la sonde elle-même est annulée en 1993. Cassini est par contre construite et lancée en 1997. La sonde réalise avec succès sa collecte de données dans le système de Saturne qu'elle atteint en 2004. Une autre mission marquante de cette époque est le télescope spatial Hubble qui avait été construit dès 1977 et devait initialement être lancé en 1986.

### Années 1990

#### Vol habité: la longue genèse de la station spatiale internationale

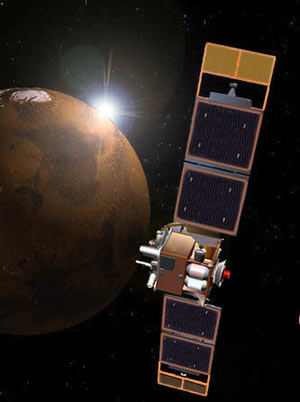
Mars Global Surveyor.

Le changement politique en Russie permet de mettre en place un accord de coopération spatiale entre les États-Unis et la Russie ratifié fin 1992 par les présidents George Bush et Boris Eltsine : des astronautes américains peuvent effectuer des séjours de longue durée dans la station Mir. La NASA, qui met en application l'accord comme une répétition des vols vers la future station spatiale, règle 400 millions de dollars américains de coût de séjour à l'agence spatiale russe. Plusieurs missions se succèdent entre 1995 et 1998 au cours desquelles onze astronautes américains passent 975 jours à bord de la station Mir vieillissante. À neuf reprises, les navettes spatiales américaines ravitaillent la station Mir et assurent la relève des équipages.
Fin 1993, la Russie devient également un acteur majeur du programme de la Station spatiale internationale qui jusqu'à présent n'a pu démarrer faute de consensus sur son financement. L'agence spatiale russe doit fournir quatre modules pressurisés tandis que ses vaisseaux participeront au ravitaillement et à la relève des équipages. La nouvelle mouture de la station spatiale doit comporter deux sous-ensembles : la partie américaine héritée du projet Freedom et la partie russe basée sur « Mir 2 » successeur prévu de Mir. Le feu vert pour le lancement de la construction est donné en 1998.
La NASA avec Lockheed Martin développe un prototype de navette à l'échelle ½. Le X-33 est un engin mono-étage, entièrement réutilisable. Il incorpore un moteur à tuyère aerospike sans divergent. Mais en février 2001, après avoir dépensé 1,3 milliard de dollars américains, le projet est abandonné.

#### Exploration du Système solaire: la tentation des missions à bas coût
Au début des années 1990, deux sondes spatiales de la NASA très coûteuses (près d'un milliard de dollars américains chacune) essuient des échecs. La mission Mars Observer échoue complètement, tandis qu'un problème d'antenne limite fortement le volume des données transmises par la sonde Galileo. Dans les sphères politiques, les projets d'exploration solaire qui nécessitent de longs développements et comportent une part de risque non négligeable sont désormais considérés avec méfiance et il est demandé à la NASA de réduire le budget consacré à chaque mission. L'administrateur de la NASA Daniel Goldin adopte à cette époque le slogan « faster, better, cheaper » (« plus vite, mieux, moins cher ») qui se traduit notamment par la mise sur pied du programme Discovery : les missions Discovery sont plus petites et plus spécialisées, emportent moins d'instruments scientifiques mais en contrepartie sont moins chères, moins complexes et sont donc développées plus rapidement. Les deux premières sondes de ce programme sont lancées en 1996 : NEAR doit approcher une comète et Mars Pathfinder est un démonstrateur technologique. Au cours de la même décennie sont également lancées la sonde lunaire Lunar Prospector en 1998 et Stardust en 1999.
Le nouveau slogan est également appliqué aux programmes existants. À la suite de l'échec de Mars Observer, il est décidé d'envoyer de nouvelles sondes vers Mars. À compter de 1994 et pour les 10 années à venir une nouvelle sonde doit partir tous les 26 mois. Mars Global Surveyor qui reprend une grande partie des instruments de Mars Observer est la première à être lancée en 1996 : la mission est un succès et la sonde fournit des données jusqu'en 2006. Mais les missions suivantes Mars Climate Orbiter (1998) et Mars Polar Lander (1999) sont toutes deux des échecs. Le dogme du « faster, better, cheaper » est remis en cause. La mission suivante 2001 Mars Odyssey (2001) est un succès mais désormais les sondes spatiales sont mieux financées.

#### Naissance du programme d'observation de la Terre

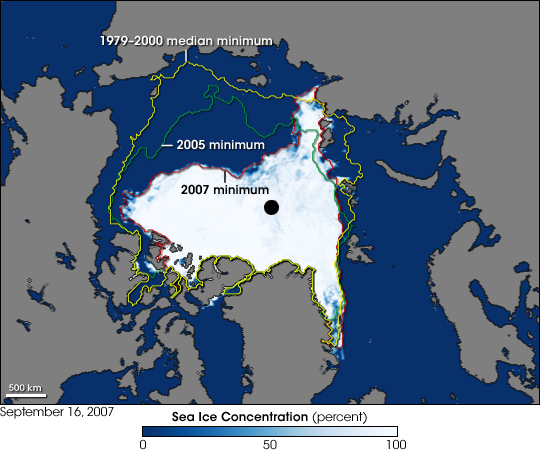
Photo prise par le satellite Aqua montrant la réduction de la taille de la banquise polaire (2007).

À la fin des années 1980, la NASA tente de lancer à côté de la station spatiale Freedom d'autres projets importants bloqués depuis longtemps. Les critiques de la NASA à la suite de l'accident de la navette Challenger sont en partie contrebalancées dans le public par le rôle joué par l'agence spatiale dans la confirmation du trou dans la couche d'ozone qui avait été découvert en 1985. Dans ce contexte, la NASA décide de faire de l'observation de la Terre une composante majeure de son programme : le projet Mission to planet Earth (« Mission pour la planète Terre ») est proposé en 1987 et mis en place officiellement en 1990. Son noyau est constitué par le Earth Observing System (EOS) ; celui-ci doit débuter par le lancement de deux gros satellites sophistiqués. Pour des raisons budgétaires, le programme est revu au début des années 1990 : trois satellites de taille moyenne doivent désormais constituer le cœur de EOS. Le satellite Terra est lancé en 1999, Aqua en 2002 et Aura en 2004. Toutefois, le premier engin spatial dont la mission répond aux préoccupations environnementales à l'origine de Mission to planet Earth est le satellite UARS. Lancé en 1991, il permet à la NASA de fournir des données clés sur la destruction de la couche d'ozone et est chargé de vérifier l'application par les États du protocole de Montréal, qui proscrit l'utilisation des gaz destructeurs. Les autres missions importantes de EOS sont les satellites TOPEX/Poseidon, lancé en 1992, et Tropical Rainfall Measuring Mission (TRMM), lancé en 1997 et dont les contributions confirment la place essentielle du satellite dans la prévision des phénomènes météorologiques et en particulier de ses manifestations les plus violentes. Au début des années 1990, les préoccupations concernant le réchauffement climatique prennent le pas sur les travaux qui concernent la couche d'ozone. Le point de départ des recherches sur le sujet est une série de travaux effectués au début des années 1970 pour répondre aux préoccupations environnementales soulevées par la fréquence prévisionnelle très élevée des lancements de la navette spatiale américaine qui sont susceptibles d'affecter la composition de la stratosphère. Des lois sont passées au Congrès américain en 1975 et 1977 élargissant le domaine d'intervention de la NASA à la recherche environnementale. Une nouvelle classe de satellites d'observation de la Terre est mise en œuvre à compter de 1972 avec le lancement du Earth Resources Technology Satellite (ERTS), baptisé plus tard Landsat 1. Les sondes Viking ont cartographié en 1976 pratiquement l'ensemble de la planète Mars pour identifier des sites propices à l'atterrissage. La méthode de recherche utilisée, qui jusque-là n'est appliquée qu'aux autres planètes, va être mise en œuvre pour la première fois pour l'observation de la Terre avec le satellite Seasat lancé en 1978. Dans les années 1980, émergent de nouvelles théories, qui assimilent la Terre à un système global. Émergent également des travaux de recherche comparative entre les planètes, effectués dans le cadre des missions robotiques sur le sol martien et des survols de Vénus par les sondes Mariner dans les années 1960. Il apparaît alors essentiel de réaliser des missions d'exploration scientifique de la Terre pour définir des modèles globaux, ce qui conduit à la mise sur pied du « Earth Science Program » (Programme de Science de la Terre),,,,.

#### Télescopes spatiaux

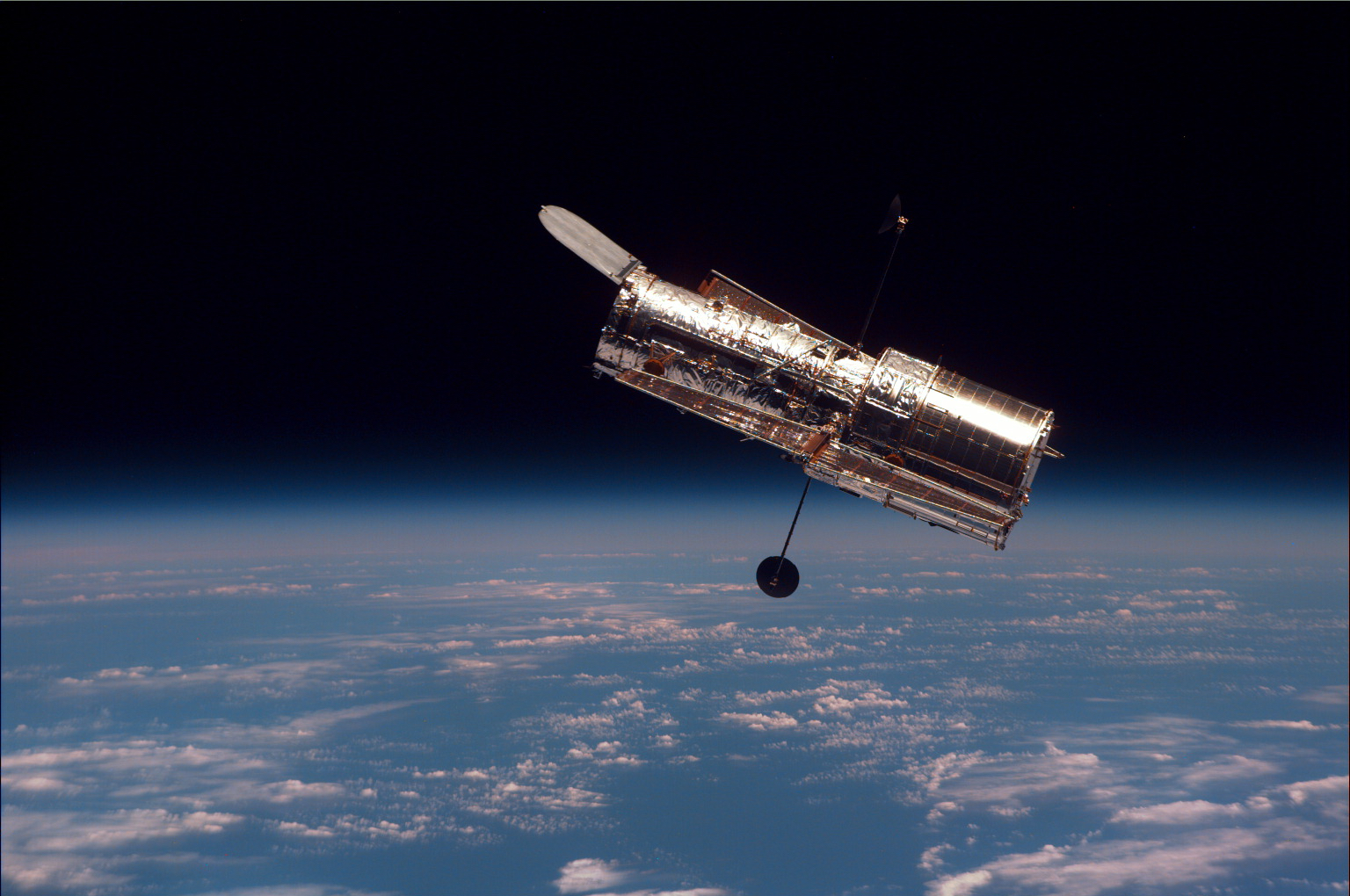
Le télescope spatial Hubble.

Pour explorer l'univers proche et lointain, la NASA lance un certain nombre de satellites scientifiques et de télescopes spatiaux dont OAO (1972-1981), HEAO (1977-1979 ), IRAS (1983), FUSE (1999-2007) et STEREO (depuis 2006). L'étude du fond diffus cosmologique est au cœur des missions lancées vers 1989 avec COBE (1989-1993) et WMAP (depuis 2001).
Dans le cadre de son plan Great Observatory Programs, la NASA lance quatre télescopes spatiaux pour étudier l'univers lointain dans toutes les gammes d'ondes importantes. Le télescope spatial Hubble lancé en 1990 couvre la lumière visible, l'ultraviolet et le rayonnement infrarouge. Le Compton Gamma-Ray Observatory spécialisé dans l'astronomie gamma est lancé en 1991, suivi par le télescope à rayons X Chandra en 1999 et enfin le télescope infrarouge télescope spatial Spitzer en 2003. Ces derniers sont en cours de remplacement par des télescopes encore plus puissants : le Fermi Gamma-ray Space Telescope (2008) et le télescope spatial James-Webb (lancé le 25 décembre 2021).

### Années 2000

#### Exploration du Système solaire
La décennie 2000 est exceptionnelle pour l'activité d'exploration du Système solaire par les engins de la NASA avec le lancement de 12 sondes interplanétaires et la préparation de trois autres missions qui sont lancées en 2011. Cela résulte en partie de la décision prise au cours de la décennie précédente de réaliser des missions plus modestes mais plus nombreuses. L'exploration de Mars est au cœur de cette activité : l'orbiteur 2001 Mars Odyssey (2001) est suivi par les deux astromobiles MER (Spirit et Opportunity) (2003), l'orbiteur MRO (2005), l'atterrisseur Phoenix (2007) tandis que le rover de Mars Science Laboratory, le plus gros budget de la décennie initialement programmé en 2009, est repoussé en 2011. Toutes les missions sont des succès et font progresser de manière significative notre connaissance de la planète Mars. L'orbiteur Messenger (2004) est chargé d'étudier pour la première fois de manière détaillée la planète Mercure. Les petits corps ne sont pas oubliés avec l'impacteur Deep Impact (2004) lancé vers une comète et l'orbiteur Dawn (2007) qui est chargé d'explorer les deux plus grands corps de la ceinture d'astéroïdes. Le seul échec de la décennie est à imputer à la petite sonde CONTOUR (2002) chargée de survoler plusieurs comètes et sans doute victime d'une défaillance de son système de propulsion. Pour les planètes extérieures, la mission de la sonde Cassini-Huygens envoyée vers le système saturnien la décennie précédente est un succès total. New Horizons (2006) est lancée dans un voyage à très long cours qui doit l'amener à proximité de Pluton en 2015. Enfin, dans le cadre du programme Constellation, deux missions de reconnaissance sont lancées vers la Lune, l'orbiteur Lunar Reconnaissance Orbiter (2009) et l'impacteur LCROSS (2009).

#### Vols habités: arrêt de la navette et abandon du projet de retour sur la Lune

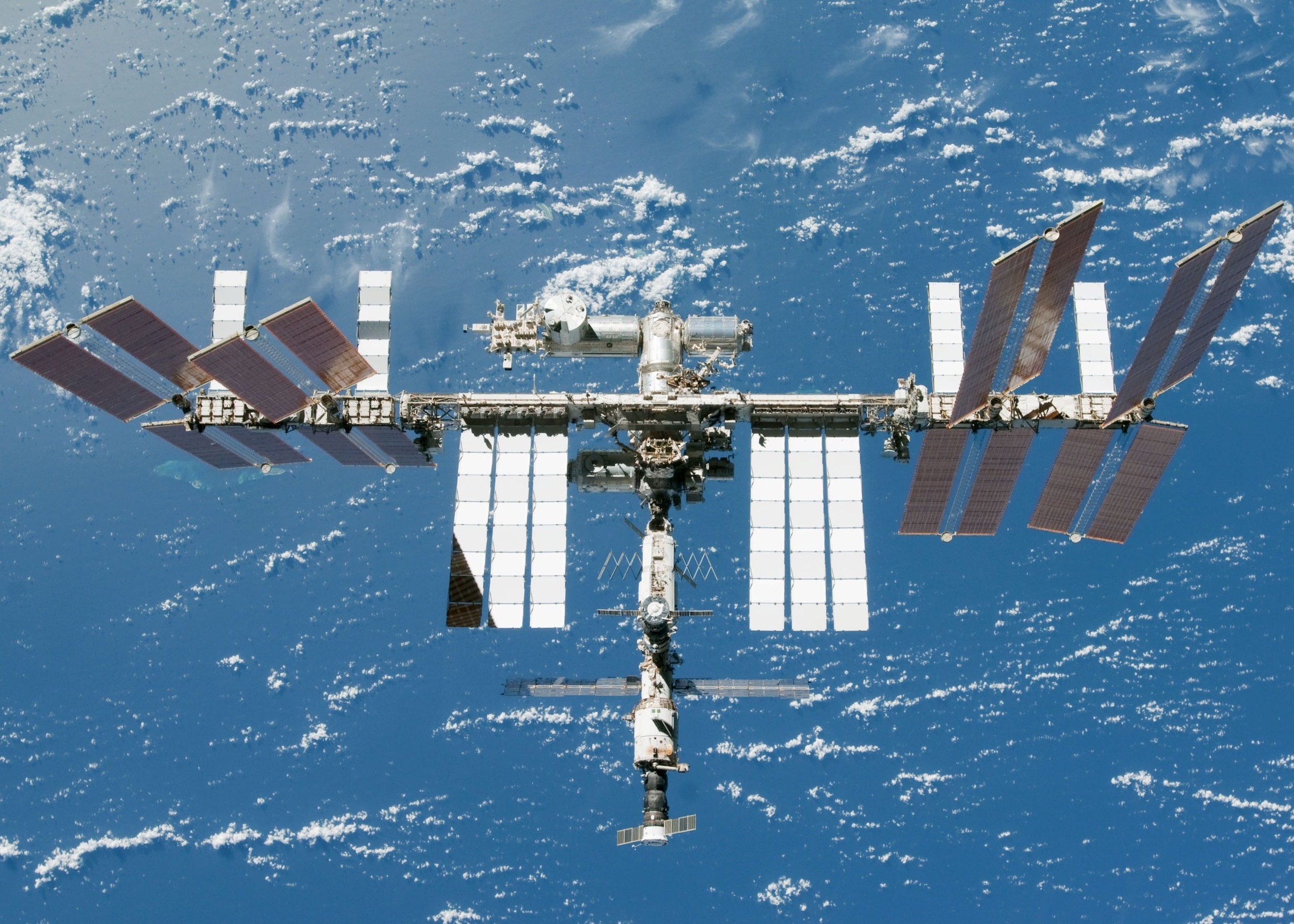
La Station spatiale internationale en février 2010.

La navette spatiale Columbia se désintègre le 1er février 2003, entraînant le décès de son équipage et une interruption de 29 mois des missions des navettes spatiales. Les problèmes logistiques engendrés par cet arrêt conduisent à un arrêt temporaire des travaux d'assemblage de la Station spatiale internationale et à une réduction de l'équipage permanent qui l'occupe. En réaction à cet accident, le président des États-Unis George W. Bush rend public le 15 janvier 2004 les nouveaux objectifs à long terme assignés au programme spatial américain dans le domaine de l'exploration du Système solaire et des missions habitées qui est formalisé à travers le plan programme Vision for Space Exploration. La définition de cette stratégie est dictée par deux motivations :
- il est nécessaire de mettre au point de nouveaux vaisseaux pour remplacer la flotte des navettes spatiales, âgées de près de trois décennies, dont deux ont explosé en vol en tuant leur équipage et qui sont très coûteuses à lancer. Or la Station spatiale internationale doit être desservie en hommes et en matériel dans la phase actuelle de construction et lorsqu'elle est pleinement opérationnelle. Le plan prévoit que les vols des navettes spatiales s'arrêtent en 2010, date à laquelle la Station spatiale internationale doit être achevée (en pratique le dernier vol, la mission STS-135, a lieu en juillet 2011). Un nouveau véhicule spatial doit être développé pour desservir la Station spatiale internationale. L'exploitation de cette dernière doit s'arrêter en 2015 au lieu de 2020, libérant ainsi des ressources budgétaires pour de nouveaux programmes ;
- le président veut renouer avec le succès du programme Apollo en fixant des objectifs ambitieux à long terme et en définissant des moyens pour les atteindre. Il souhaite remettre l'exploration spatiale par l'homme au premier plan. Reprenant la démarche du président Kennedy, le président demande à la NASA d'élaborer un programme qui permet de réaliser des séjours de longue durée sur la Lune d'ici 2020. L'expérience acquise sur la Lune doit ensuite être utilisée pour concevoir et lancer une mission habitée vers la planète Mars. Le programme Constellation, techniquement assez proche du programme Apollo est lancé la même année par la NASA.

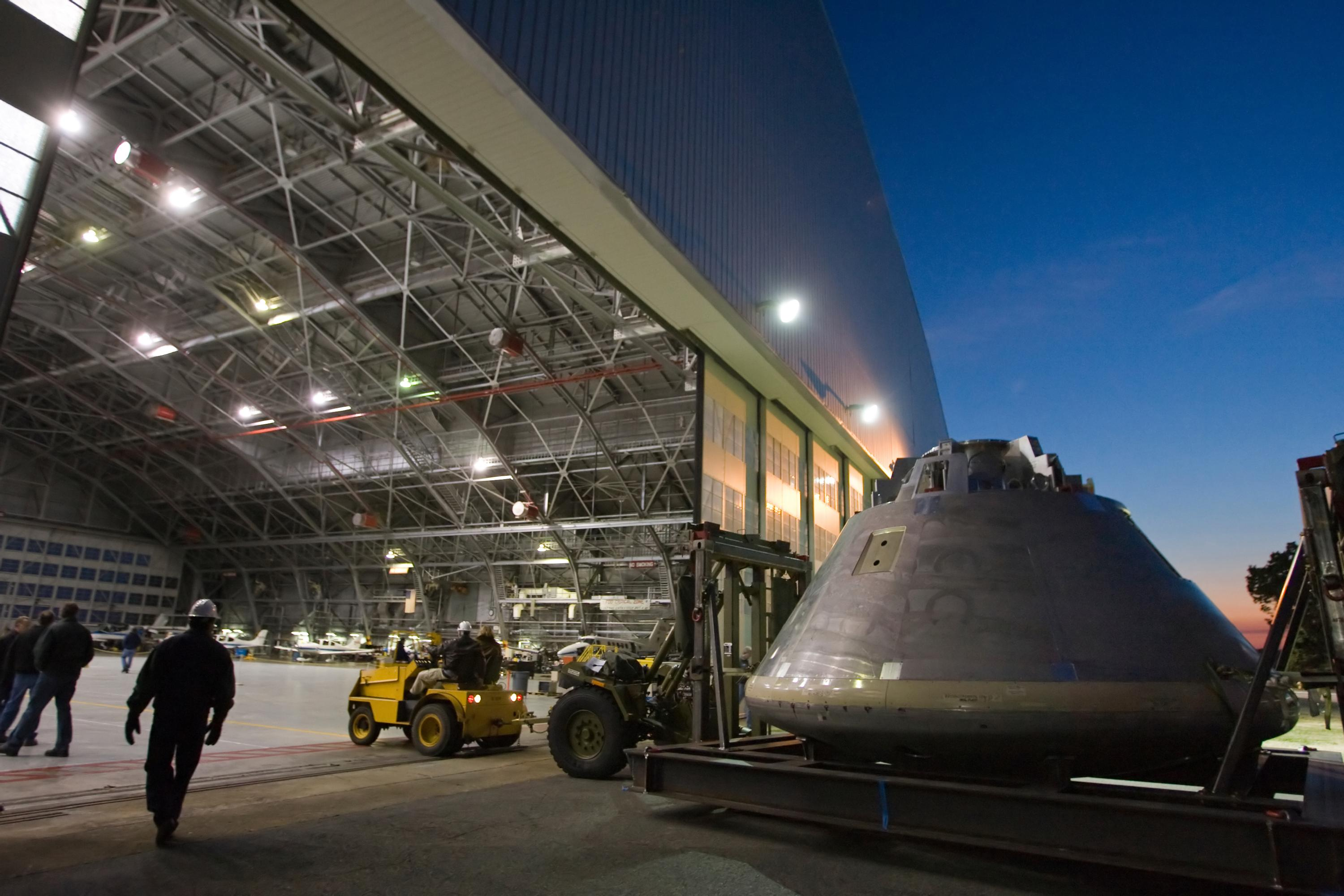
Maquette du vaisseau Orion composant du programme Constellation (2008).

La NASA décide parallèlement au programme Constellation de faire appel au privé pour le ravitaillement et la relève des équipages de la Station spatiale internationale en attendant la disponibilité des composants du programme Constellation : deux sociétés sont sélectionnées en 2006 et 2008 dans le cadre du programme COTS. Mais leur engagement porte uniquement sur le ravitaillement de la station. La relève des équipages repose toujours sur le lanceur Ares I et du vaisseau Orion dont la date de disponibilité recule de plus en plus. La viabilité du programme Constellation et les choix techniques effectués sont de plus en plus contestés. Le président Barack Obama nouvellement élu en 2008 demande à la commission Augustine, créée pour la circonstance, d'évaluer le programme spatial habité américain. Celle-ci souligne le manque d'ambition du programme Constellation, dont les objectifs sont proches du programme Apollo. Le financement n'est manifestement pas suffisant (il manque trois milliards de dollars américains par an). Le lanceur Ares I, disponible trop tardivement, est jugé de peu d'intérêt. Le comité estime que la NASA doit s'appuyer de manière plus importante sur les opérateurs privés pour tout ce qui relève de l'orbite basse — lanceur, vaisseau cargo et capsule habitée — et se concentrer sur les objectifs situés au-delà de l'orbite basse. Le comité suggère de prolonger l'utilisation de la navette spatiale au-delà de 2010. Prenant le contre-pied du plan lancé par le président Bush, le comité recommande la prolongation jusqu'à 2020 de la durée de vie de la Station spatiale internationale pour rentabiliser l'investissement effectué. En matière d'objectifs, le rapport confirme l'intérêt de l'exploration de Mars en tant que but du programme spatial habité mais approuve la nécessité d'une étape intermédiaire qui peut être l'exploration de la Lune ou un certain nombre de destinations intermédiaires comme les points de Lagrange, les lunes de Mars, le survol d'un objet géocroiseur (flexible path). Enfin, le comité fait un certain nombre de constats sur l'organisation de la NASA, suggérant des améliorations dans ce domaine. Le président Obama prenant en compte les conclusions du comité décident pratiquement l'annulation du programme Constellation début 2010 avec des aménagements destinés à limiter l'incidence sur l'emploi au sein de la NASA. Cet abandon est confirmé par le président le 11 octobre 2010 dans le cadre de la validation du « NASA Authorization Act 2010 ».

### Années 2010
Le début des années 2010 est marqué par la crise économique mondiale qui touche sévèrement les États-Unis. Le budget de la NASA régresse fortement entre 2011 et 2013 avant d'entamer un rétablissement à compter de 2014 et de connaître une embellie dans la deuxième moitié de la décennie : le budget de l'année 2018 s'élève à 20,7 milliards de dollars américains. Ces années sont également marquées par les succès des missions scientifiques et les errements du programme spatial habité.

#### Missions scientifiques

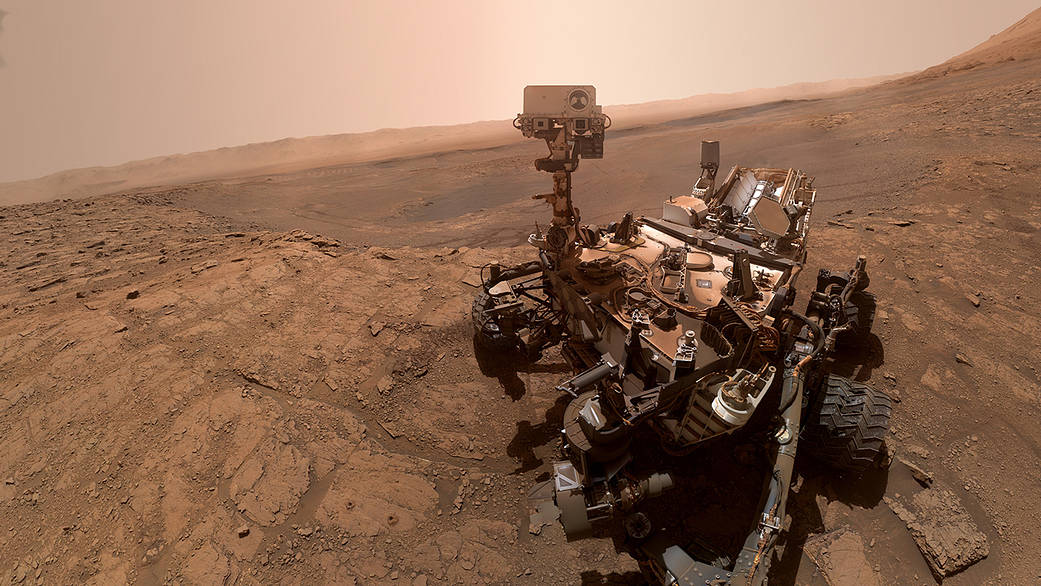
Selfie pris par le robot Curiosity le 11 octobre 2019 sur Mars.

Durant la première moitié de la décennie, la crise budgétaire conjuguée à l'explosion du coût du très ambitieux télescope spatial James-Webb qui est passé de trois milliards de dollars américains en 2005, à dix milliards de dollars américains en 2018 viennent réduire les sommes disponibles pour les autres missions scientifiques. L'agence spatiale doit renoncer dès 2011 à un premier projet vers la lune Europe, Jupiter Europa Orbiter, et la sélection de la mission suivante du programme New Frontiers est suspendue. La cadence des lancements des missions à bas coût du programme Discovery, qui est théoriquement de moins de deux ans, est elle-même ralentie : après une mission en 2011, InSight est sélectionnée pour un lancement en 2016 (elle est finalement repoussée à 2018, pour des raisons techniques). La dernière mission lancée vers les planètes externes (Juno en 2011) n'a aucun successeur. Toutefois, l'embellie économique que connaissent les États-Unis au milieu de la décennie s'accompagne de la relance de projets et d'une augmentation sensible du budget de la NASA. La mission Europa Clipper vers la lune Europe se concrétise et deux missions du programme Discovery à destination d'astéroïdes sont approuvées en 2017 : Lucy et Psyché. Les sélections pour le programme New Frontiers reprennent. Après avoir étudié un projet commun avec l'Agence spatiale européenne, la NASA décide de lancer le développement d'un successeur à Mars Science Laboratory, baptisé Mars 2020 qui doit recueillir des carottes du sol martien pour une future mission de retour d'échantillons martiens qui n'est ni planifiée ni financée.
La décennie est également marquée par une série ininterrompue de succès de missions scientifiques. La sonde spatiale Dawn démontre brillamment les capacités d'un moteur ionique en se plaçant successivement en orbite autour des deux principaux corps de la ceinture d'astéroïdes, Vesta (2011) et Cérès (2015), jusque-là inexplorés, et en collectant de nombreuses données. New Horizons, après un transit de près de dix ans, survole le système plutonien qui se révèle très différent et beaucoup plus intéressant qu'attendu. La mission Mars Science Laboratory dépose avec succès un astromobile de près d'une tonne qui enchaîne les découvertes sur le sol de Mars, le robot Curiosity. Le télescope Kepler, lancé en 2009, découvre plus de 2 500 exoplanètes, ouvrant de toutes nouvelles perspectives dans le domaine de l'astronomie et suscitant de nouveaux projets de mission.

#### Programme spatial habité

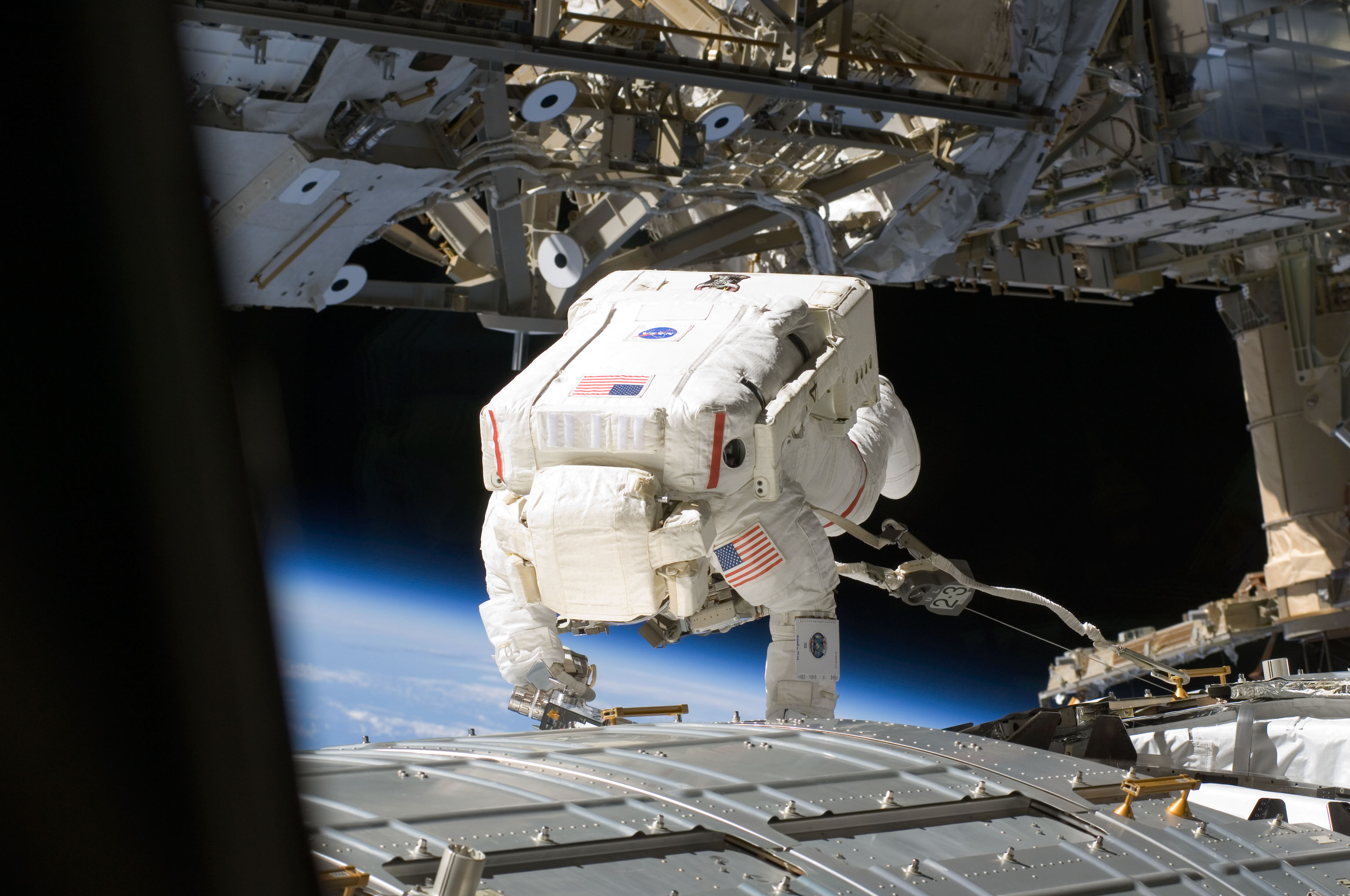
Assemblage de la Station spatiale internationale.

Le programme spatial habité, très influencé par les responsables politiques, se poursuit début 2010 sans véritable stratégie à long terme. L'abandon de la Station spatiale internationale, source de coûts récurrents, est évoqué mais régulièrement repoussé. Pour desservir la station sans dépendre de la Russie, la NASA confie, dans le cadre de son programme Commercial Crew Development, le développement d'un vaisseau assurant la relève des équipages américains. En 2014, la NASA sélectionne les vaisseaux CST-100 de Boeing pour 4,2 milliards de dollars et le Crew Dragon de SpaceX, qui reçoit 2,6 milliards de dollars pour un premier vol programmé en 2017. Les deux projets prennent du retard et le premier vol avec équipage (Crew Dragon) n'a lieu qu'en mai 2019.
L'arrêt du programme Constellation n'a pas entraîné la fin des programmes ambitieux et coûteux. La NASA poursuit la construction du vaisseau Orion et lance le développement d'un nouveau lanceur lourd baptisé Space Launch System (SLS) qui ponctionne lourdement le budget de l'agence spatiale et dont le premier vol doit intervenir à la fin de la décennie. Mais ce programme n'a plus de véritable objectif après l'abandon d'une mission vers un astéroïde qui devait être une étape intermédiaire avant l'arrivée de l'homme sur Mars dans le cadre de la stratégie du Flexible Path,. malgré l'étude d'un projet de station spatiale lunaire Lunar Orbital Platform-Gateway. Début 2017, la NASA précise la stratégie de son programme spatial habité dans la perspective de l'abandon de la Station spatiale internationale. Elle annonce le développement d'une station spatiale placée en orbite lunaire, baptisée Deep Space Gateway (DSG). Celle-ci doit être assemblée à partir de composants transportés par le futur lanceur lourd SLS et doit être desservie par le vaisseau Orion. On évoque un retour des astronautes sur le sol lunaire pour 2028 et la station doit servir de tremplin à long terme pour des missions martiennes mais ces projets ne sont pas assurés de disposer de ressources financières nécessaires,
Début 2019, à quelques mois du cinquantième anniversaire de la mission Apollo 11, le président américain Donald Trump demande à la NASA de ramener des astronautes à la surface de la Lune dès 2024 soit quatre ans avant l'échéance vaguement fixée jusque-là par l'agence spatiale. Pour répondre à cette exigence, malgré l'absence de budget à la hauteur de ce nouvel enjeu, la NASA lance le programme Artemis. Le programme repose sur les composants en cours de développement (SLS, Orion) ou déjà prévus (Deep Space Gateway). Pour tenir le planning, l'agence spatiale sous-traite complètement à l'industrie la conception et la réalisation du vaisseau lunaire HLS qui doit déposer les hommes sur la Lune ainsi que les missions robotiques qui doivent servir d'éclaireur.

## Principales activités

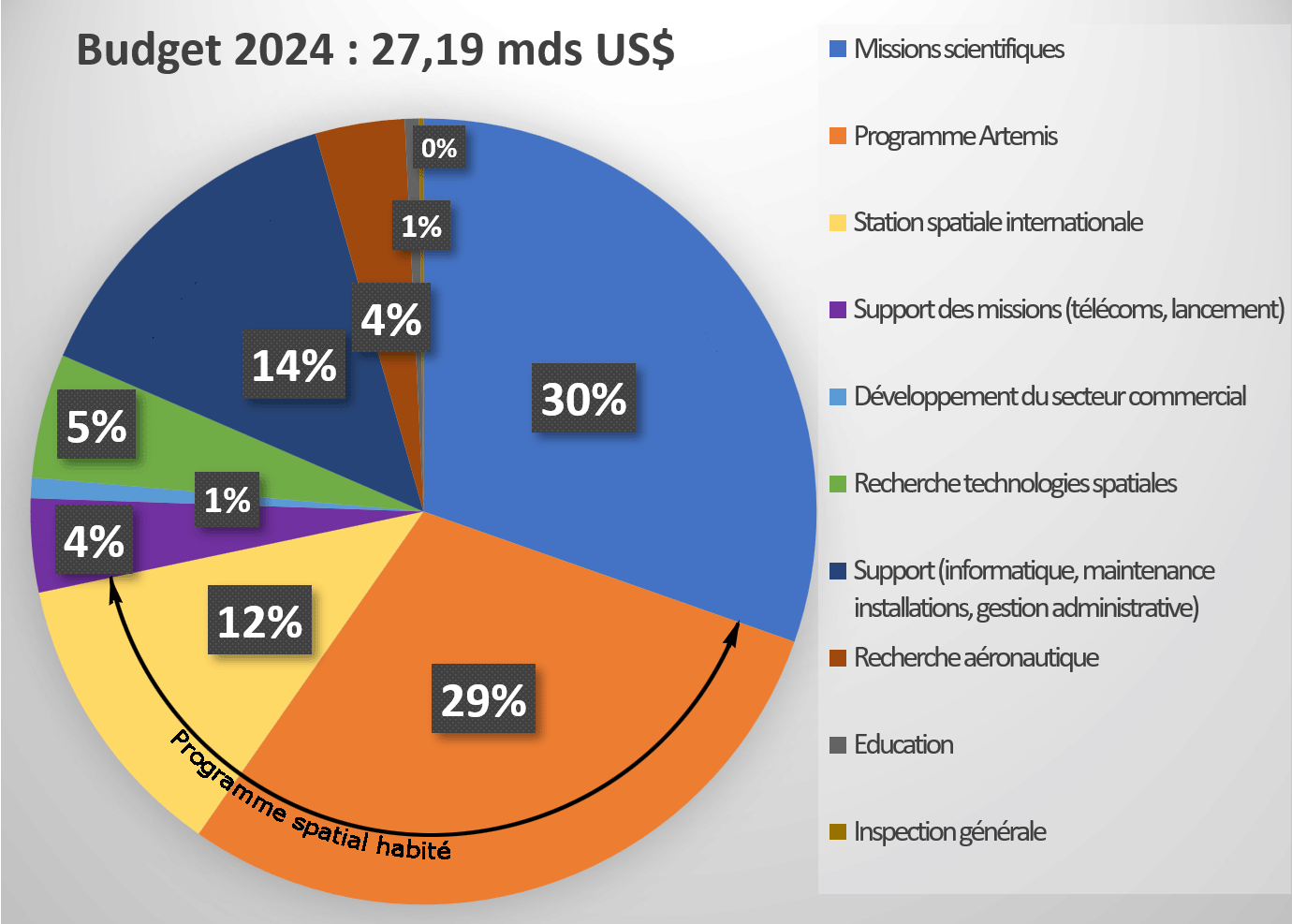
Ventilation du budget de la NASA en 2024.

### Ventilation du budget 2024
En 2024 le budget de la NASA se monte à 37,19 milliards US$. Les principaux postes de dépense sont par ordre d'importance décroissant le programme spatial habité (programme Artemis de retour vers la Lune et Station spatiale internationale), les missions scientifiques (exploration du système solaire, astrophysique, héliophysique et observation de la Terre), la gestion des établissements (informatique, maintenance des équipements,...), le développement des technologies spatiales, le support aux missions (télécoms, lancement) et la recherche aéronautique  :
- Le programme spatial habité dispose du budget le plus important (41% du total) divisé entre deux postes : la Station spatiale internationale et le programme Artemis :
  - La Station spatiale internationale dont la date de fin est régulièrement repoussée (en 2024 elle est programmée pour le début de la décennie 2030) absorbe 12% du budget de la NASA. Les dépenses se répartissent entre les fonctions de support (1,3 milliard US$) et les missions de ravitaillement et de relève des équipages (1,96 milliard US$).
  - Le programme Artemis, qui doit ramener des hommes à la surface de la Lune vers 2027, absorbe plus de 29 % du budget de l'agence : 
    - 2,5 milliards US$ sont consacrés au développement et à la fabrication du lanceur géant Space Launch System
    - 1,9 milliard US$ sont consacrés au développement de l'atterrisseur lunaire HLS
    - 1,22 milliard US$ sont consacrés au développement du vaisseau Orion
    - 914 millions US$ sont consacrés au développement de la station spatiale lunaire Lunar Gateway
    - 380 millions US$ sont consacrés au développement de la combinaison spatiale extravéhiculaire.
- Les missions scientifiques représentent le deuxième poste de dépenses en 2024 (30,4% du budget total). Les thématiques sont :
  - l'exploration du système solaire à l'aide de sondes spatiales (3,38 milliards US$)
  - l'astrophysique dominée par la réalisation et l'exploitation de télescopes spatiaux ; (1,56 milliard US$)
  - l'étude du Soleil (750 millions US$).
  - les sciences de la Terre qui regroupent l'étude depuis l'espace des différentes couches atmosphériques, de la surface de la Terre et de l'environnement spatial (2,473 milliards US$) ;
- Le support aux missions représente 3,85% du budget (1,05 milliard US$). Le principal poste de dépenses sont les télécommunications (580 millions US$)
- 14,1 % du budget est consacré aux activités de gestion des établissements et des infrastructures de recherche : informatique, administration des centres spatiaux, maintenance et réalisation d'équipements.
- 5,12 % du budget est consacré aux recherches et à la mise au point de technologies spatiales (1,39 milliard US$)
- La recherche aéronautique, activité d'origine de l'agence avant le début de l'ère spatiale lorsqu'elle s'appelait encore la NACA, pèse relativement peu (3,66% et 996 millions US$).
- Le reste du budget se répartit entre le programme éducatif (158 millions US$), le support au développement du secteur commercial (228 millions US$) et l'Inspection générale chargée d'auditer le fonctionnement de l'agence spatiale (50 millions US$).

### Programme spatial habité
Le programme spatial habité de la NASA est début 2010 en pleine restructuration après l'annulation du programme Constellation et l'arrêt confirmé des navettes spatiales fin 2010. La NASA doit ainsi s'appuyer lourdement sur ses partenaires pour poursuivre le programme de la Station spatiale internationale, et en particulier sur l'agence spatiale russe. Le programme COTS n'a pas encore débouché et n'est manifestement pas prêt à temps pour ravitailler la Station spatiale internationale fin 2010. Prenant acte des problèmes de développement rencontrés par le vaisseau Orion, la NASA décide de confier début 2010 à des opérateurs privés la relève des équipages : elle sélectionne le 1er février dans le cadre du programme CCDev les sociétés Boeing et Sierra Nevada Corporation : ces deux sociétés doivent développer un moyen de transport (vaisseau spatial et lanceur) permettant d'amener les astronautes à bord de la Station spatiale internationale et d'assurer leur retour sur Terre. La construction des lanceurs du programme Constellation est arrêté, mais le développement du vaisseau Orion se poursuit début 2010.
En date de décembre 2021, depuis sa première sélection en 1959, la NASA a recruté 360 astronautes. À ce jour, 44 d’entre eux sont encore actifs auxquels, il faut ajouter 10 apprentis astronautes.

### Programme scientifique
Le programme scientifique représente 26 % du budget de 2011, soit un peu plus de 5 milliards de dollars américains. Sauf pour ce qui relève de la défense nationale, il est construit sous l'égide du United States House Committee on Science, Space, and Technology (Comité des sciences, de l'espace et des technologies de la Chambre des représentants des États-Unis).

#### Exploration du Système solaire

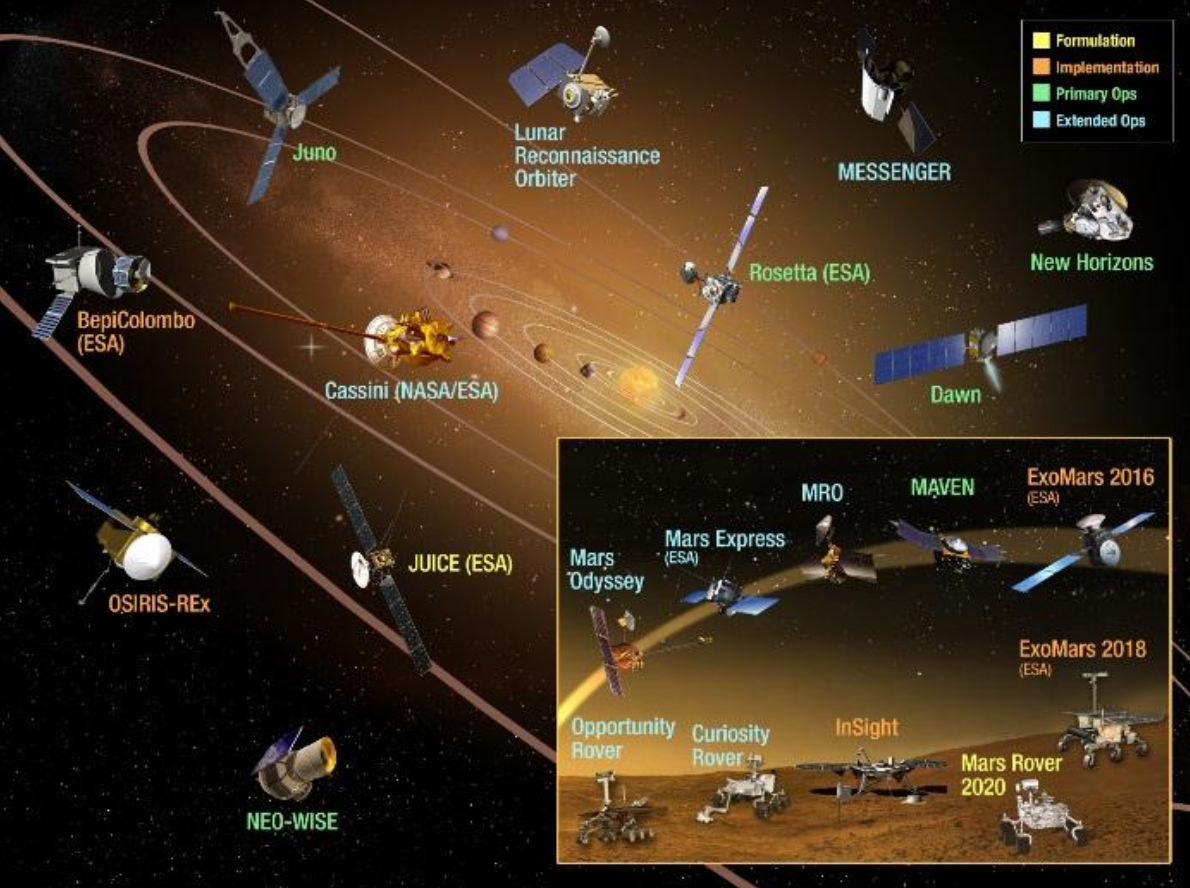
Panorama des missions d'exploration du système solaire en cours ou en phase de développement en février 2015.

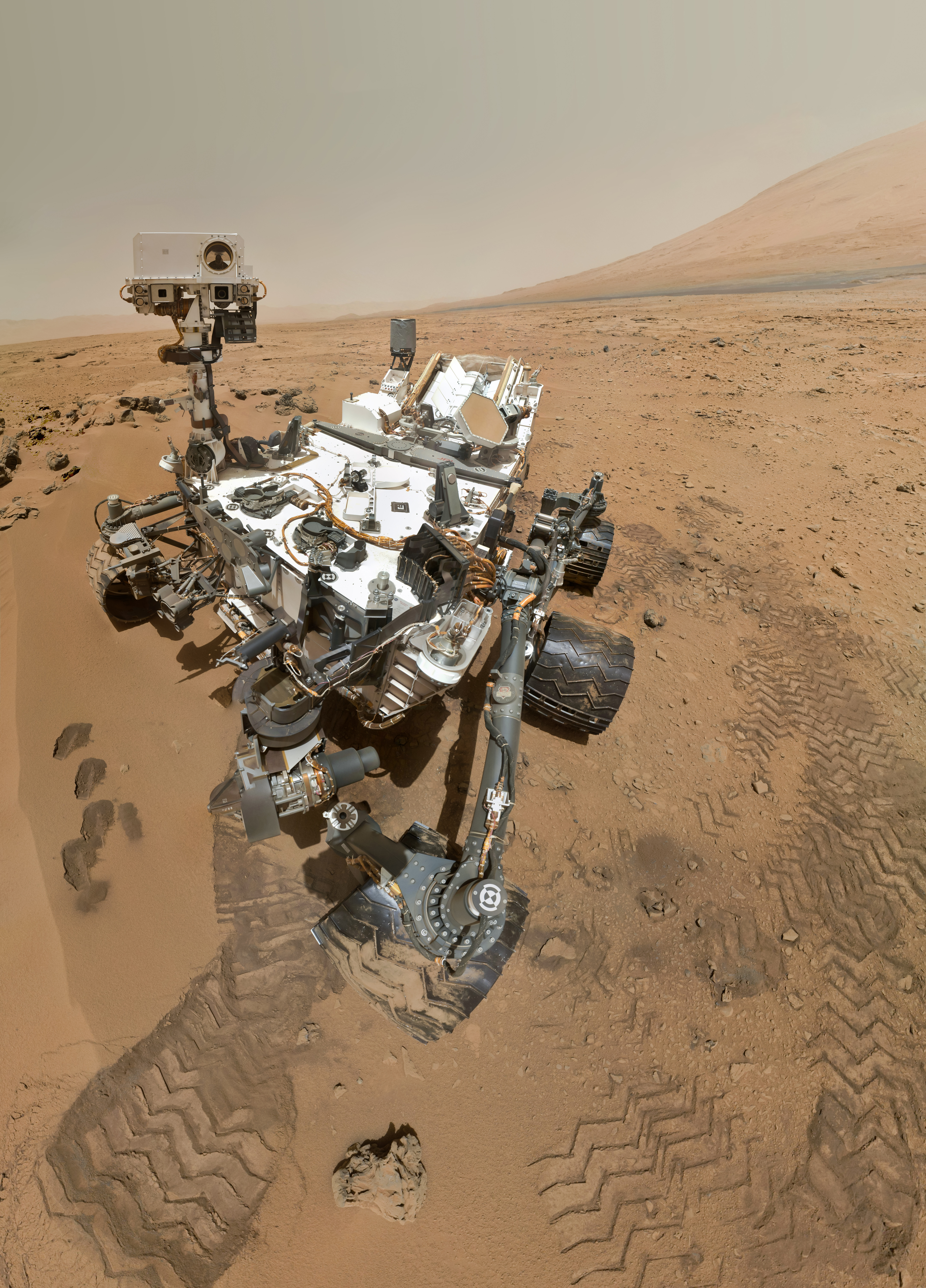
L'astromobile martien Curiosity est la mission la plus complexe du programme d'exploration du Système solaire.

Pour 2014, la NASA consacre 1,346 milliard de dollars américains, soit 7,6 % de son budget, aux missions d'exploration du Système solaire. Début 2015, l'essentiel de ce budget est consacré aux dix sondes spatiales en opération ou en transit et aux trois missions en cours de développement. Ce budget est ventilé entre :
- la recherche dans le domaine des sciences planétaires (221,8 millions de dollars américains en 2014), qui comprend l'exploitation des données fournies par les sondes spatiales, le développement d'outils de modélisation, la gestion des échantillons ramenés sur Terre, la détection et la caractérisation des géocroiseurs[31] ;
- la recherche de technologies spatiales (143 millions de dollars américains en 2014) porte notamment sur les systèmes de production d'énergie (RTG, production de plutonium), les systèmes de propulsion (propulsion ionique) et les logiciels de gestion des missions des sondes spatiales[32] ;
- cinq programmes regroupant des missions d'exploration du Système solaire par destination / coût : les missions à coût modéré pour les destinations autres que Mars du programme Discovery (297,4 millions de dollars américains en 2014), les missions à coût moyen du programme New Frontiers (231,6 millions de dollars américains), les missions vers les planètes externes du programme Outer Planets (152,4 millions de dollars américains), les missions à destination de Mars (288 millions de dollars américains) et le Lunar Quest Program à destination de la Lune (11,4 millions de dollars américains)[33].

Le programme des planètes extérieures (Outer Planets Program) se limite début 2015 à la mission Cassini-Huygens lancée en 1997, qui étudie Saturne et ses lunes depuis 2004. Cette mission très ambitieuse (3,3 milliards de dollars américains dont 2,6 pris en charge par la NASA), menée en coopération avec l'Agence spatiale européenne, est prolongée jusqu'en 2017. Une autre mission extrêmement sophistiquée, Europa Clipper est en phase de développement depuis 2017 et son financement estimé à 3,1 milliards de dollars américains n'est pas encore bouclé. Son objectif est l'étude de la lune Europe.
La planète Mars fait l'objet d'un programme distinct. Pas moins de cinq missions sont en cours. 2001 Mars Odyssey est un orbiteur qui étudie depuis 2002 la géologie de Mars et recherche en particulier la présence de traces d'eau. Mars Reconnaissance Orbiter, un orbiteur lourd (plus de deux tonnes), embarque une caméra particulièrement puissante, qui est entrée en service en 2006 et dont la mission principale est d'établir une cartographie détaillée de la planète. Les astromobiles MER, Spirit et Opportunity poursuivent leur mission d'exploration au sol, entamée en 2004 et prolongée de nombreuses fois. Mars Science Laboratory emporte l'astromobile Curiosity de 775 kg (contre 185 kg pour les astromobiles MER), qui arpente depuis 2012 le cratère Gale avec 70 kg d'instruments scientifiques. C'est le projet le plus complexe et le plus coûteux (2,5 milliards de dollars américains) des dix dernières années. Il doit aider les scientifiques à déterminer si la vie a pu exister sur Mars et à affiner l'étude du climat et de la géologie de la planète. MAVEN (Mars Atmosphere and Volatile EvolutioN) est un orbiteur qui évolue autour de Mars depuis 2014 pour étudier son atmosphère. L'astromobile Mars 2020, qui reprend l'architecture de Curiosity, est lancé en juillet 2020. Sa mission est de choisir et de collecter des échantillons pour une future mission de retour d'échantillons Mars Sample Return. Fin 2020, la NASA lance ce projet complexe pour lequel elle s'est associée avec l'Agence spatiale européenne.
Le programme New Frontiers regroupe des missions ambitieuses dont le coût est néanmoins inférieur à 700 millions de dollars américains. La première mission de ce programme, New Horizons, est lancée en 2006 afin d'étudier Pluton, qu'elle atteint en 2015, avant de survoler un objet de Kuiper aux confins du Système solaire. Juno, dont le lancement a lieu en 2011, doit se placer sur une orbite polaire autour de Jupiter pour étudier son champ magnétique. La mission de retour d'échantillons d'astéroïde OSIRIS-REx est lancé en 2016. En 2019, la NASA sélectionne une mission particulièrement audacieuse sur le plan technique : Dragonfly est un aérobot qui doit se poser à la surface de Titan, satellite de Saturne.
Parallèlement à des missions complexes, coûteuses et longues à mettre au point, mais de ce fait rares, la NASA développe dans le cadre du programme Discovery des missions dont le coût doit être inférieur à 425 millions dollars et dont le délai de développement ne doit pas excéder 36 mois. Le nombre d'instruments scientifiques est réduit et le développement est confié à une seule équipe. Les missions Discovery opérationnelles sont la sonde Messenger, lancée en 2008 et qui achève sa mission autour de Mercure en 2015, la sonde Dawn, lancée en 2007 et placée successivement en orbite autour des astéroïdes Vesta puis Cérès pour les étudier, et l'orbiteur lunaire LRO, lancé en 2009. Les missions en cours de développement sont l'atterrisseur martien InSight, qui est lancé en 2018 et sonde l'intérieur de cette planète, et l'instrument STROFIO, embarqué à bord de la sonde spatiale BepiColombo de l'Agence spatiale européenne à destination de Mercure. La prochaine mission devra être sélectionnée en 2016. Dans le cadre de ce programme, la NASA a sélectionné deux nouvelles missions en 2021, toutes deux à destination de Vénus : la sonde atmosphérique DAVINCI+ et l'orbiteur |VERITAS.
| Statut mission    | Lancement | Mission                      | Description           | Objectif                                                                        |
| ----------------- | --------- | ---------------------------- | --------------------- | ------------------------------------------------------------------------------- |
| Missions en cours | 1977      | Voyager 2                    | Survol                | Étude de Jupiter, Saturne, Uranus et Neptune                                    |
| Missions en cours | 1977      | Voyager 1                    | Survol                | Étude de Jupiter et Saturne                                                     |
| Missions en cours | 2001      | 2001 Mars Odyssey            | Orbiteur              | Composition de la surface de Mars                                               |
| Missions en cours | 2005      | Mars Reconnaissance Orbiter  | Orbiteur              | Cartographie de la surface de Mars                                              |
| Missions en cours | 2006      | New Horizons                 | Survol                | Étude de la planète naine Pluton, de ses satellites et de la ceinture de Kuiper |
| Missions en cours | 2009      | Lunar Reconnaissance Orbiter | Orbiteur              | Cartographie et composition de la surface de la Lune                            |
| Missions en cours | 2011      | Juno                         | Orbiteur              | Étude de la structure de Jupiter                                                |
| Missions en cours | 2011      | MSL (Curiosity)              | Astromobile           | Histoire géologique et climatologique de Mars                                   |
| Missions en cours | 2013      | MAVEN                        | Orbiteur              | Étude de l'atmosphère de Mars                                                   |
| Missions en cours | 2016      | OSIRIS-REx                   | Retour d'échantillons | Étude de l'astéroïde (101955) Bénou                                             |
| Missions en cours | 2020      | Mars 2020                    | Astromobile           | Prélèvements échantillon du sol de Mars, géologie                               |
| Missions en cours | 2021      | Lucy                         | Survol                | Étude de 6 astéroïdes troyens                                                   |
| Missions en cours | 2023      | Psyché                       | Orbiteur              | Étude de l'astéroïde (16) Psyché                                                |
| Développement     | 2024      | Europa Clipper               | Orbiteur              | Étude de la lune de Jupiter Europe                                              |
| Développement     | 2028      | Dragonfly                    | Aérobot               | Étude de l'atmosphère et de la surface de Titan                                 |
| Développement     | 2028      | Mars Sample Return           | Mars Sample Return    | Retour d'un échantillon du sol de Mars sur Terre                                |
| Développement     | 2031      | DAVINCI+                     | Sonde atmosphérique   | Etude de l'atmosphère de Vénus.                                                 |
| Développement     | 2031      | VERITAS                      | Orbiteur              | Etude de Vénus depuis l'orbite (radar)                                          |

#### Astronomie spatiale

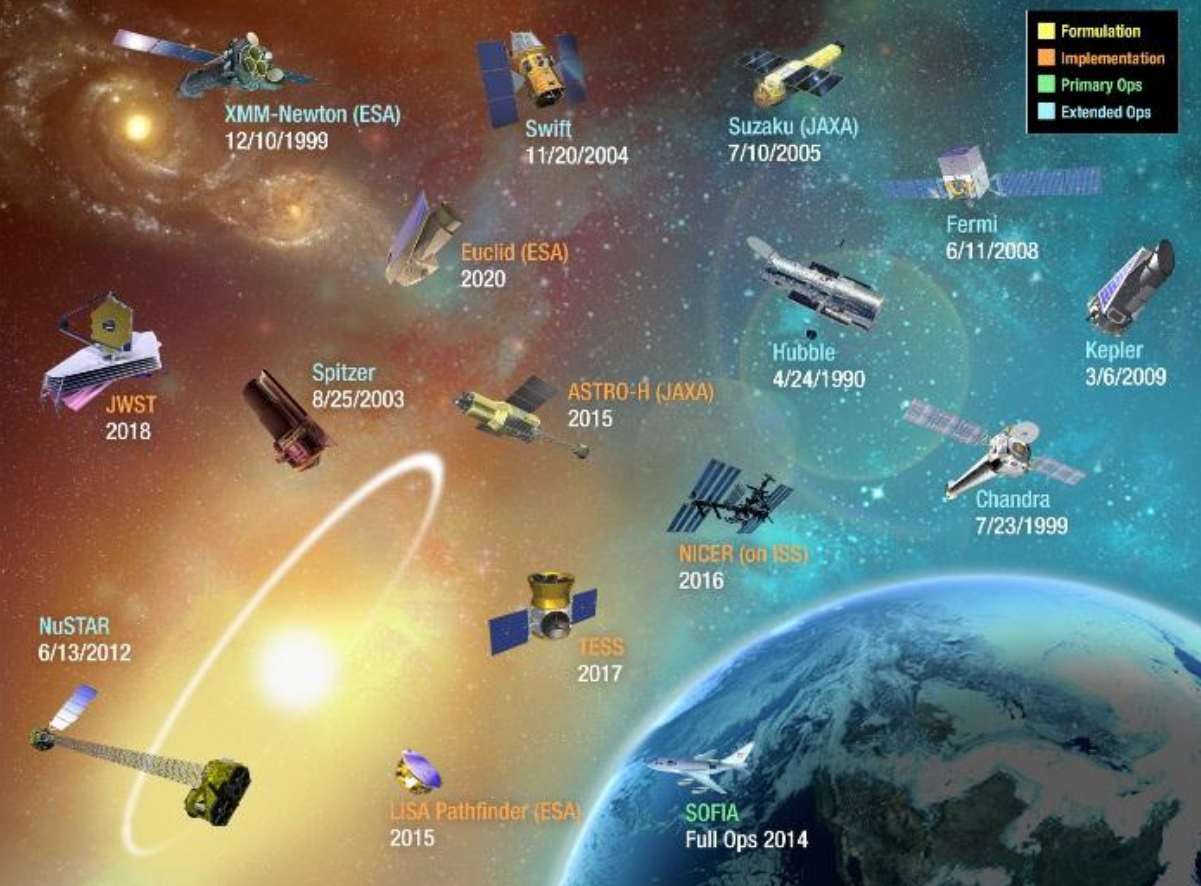
Panorama des missions d'astronomie de la NASA en cours ou en phase de développement en février 2015.

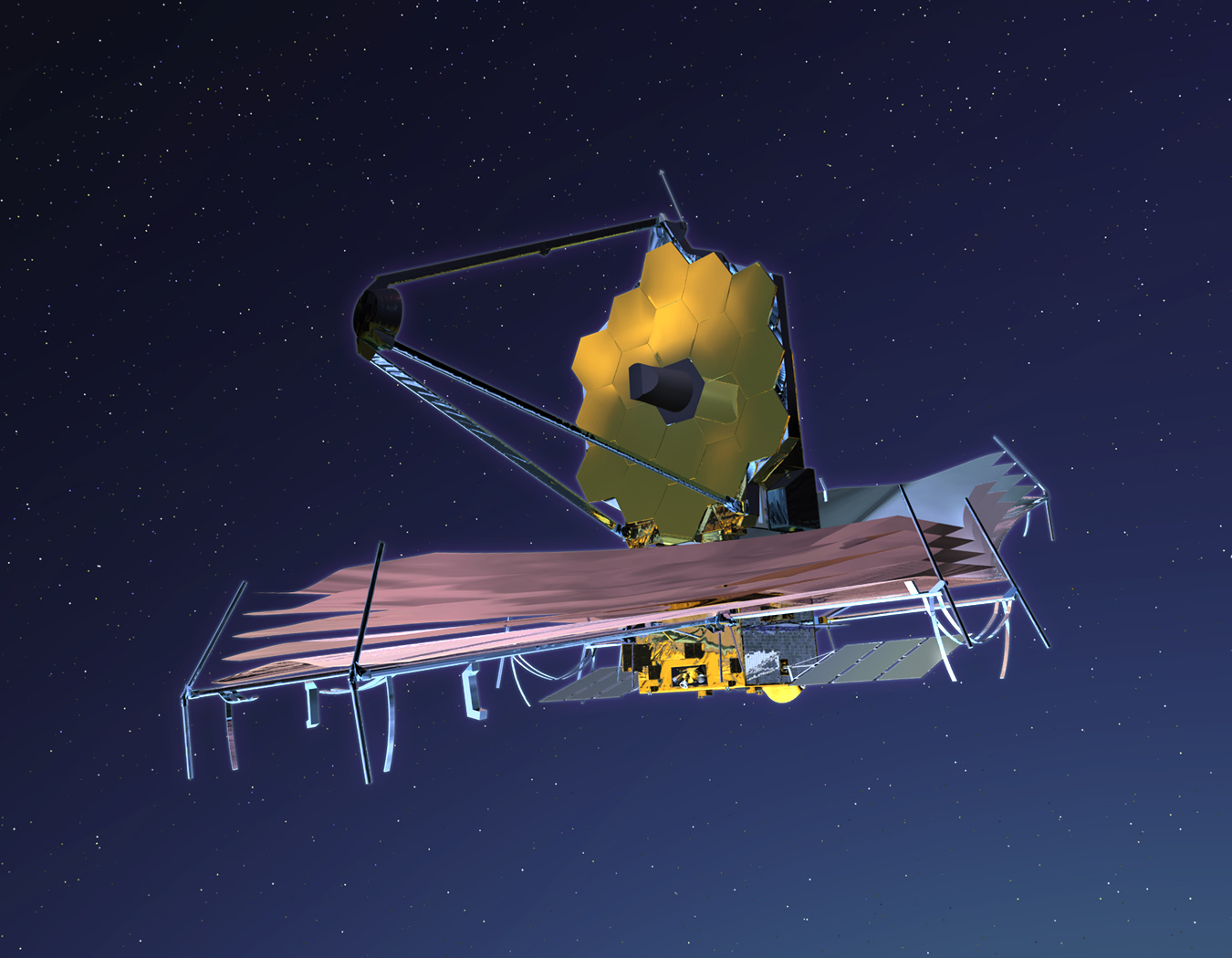
Le télescope James-Webb, doté d'un miroir primaire de 6.5 mètres, a relayé Hubble en 2021.

Début 2019, la NASA prévoit de lancer le télescope spatial James-Webb en mars 2021. Les fonds affectés à l'astronomie spatiale en 2014 représentent 7,5 % du budget soit 1 326 millions de dollars américains. Ils se répartissent entre plusieurs programmes :
- le programme de recherche en astrophysique (145,2 millions de dollars américains en 2014) porte sur le traitement et l'exploitation des données collectées par les différents observatoires spatiaux, des expériences embarquées à bord de fusées-sondes et de ballons stratosphériques[40] ;
- le programme sur les origines (224,2 millions de dollars américains) de l'univers et de notre galaxie comprend notamment le télescope Hubble et le télescope aéroporté SOFIA[41] ;
- le programme consacré à la physique du cosmos (112,6 millions de dollars américains) regroupe des engins travaillant sur des questions de physique fondamentale, de cosmologie et d'astrophysique des hautes énergies[42] ;
- le programme d'exploration des exoplanètes dispose d'une ligne budgétaire de 106,7 millions de dollars américains[43] ;
- le programme Astrophysics Explorer (89,6 millions de dollars américains) regroupe des missions à bas coût ou des instruments embarqués sur des engins développés par d'autres agences spatiales[44] ;
- le coût de la réalisation du télescope spatial James-Webb est devenu si élevé qu'il est isolé dans une ligne budgétaire distincte (658 millions de dollars américains en 2014)[45].

Le télescope spatial Hubble est le plus connu des télescopes spatiaux de la NASA : bien que lancé en 1990, il doit rester en activité encore plusieurs années grâce à la dernière opération de maintenance effectuée à l'aide de la navette spatiale en 2009. Pour les études portant sur l'histoire de l'Univers, il est assisté par le télescope infrarouge Spitzer, lancé en 2003, qui doit être rejoint en 2021 par le James Webb. Ce dernier, télescope infrarouge doté d'un miroir primaire de 6,5 mètres de diamètre, est un projet international lourd de 8,8 milliards de dollars américains. La NASA a également une participation majeure dans le télescope européen Herschel lancé en 2009. Le deuxième projet en cours, SOFIA, est un télescope infrarouge aéroporté développé avec l'agence spatiale allemande et installé à bord d'un Boeing 747.
Plusieurs observatoires spatiaux de la NASA recueillent des données permettant de répondre à des questions fondamentales sur les origines de l'univers : Chandra télescope à rayons X lancé en 1999 et GLAST observatoire de rayons gamma développé avec plusieurs autres agences spatiales et lancées en 2008. La NASA a également participé à l'observatoire européen Planck lancé en 2009 qui étudie le fond diffus cosmologique dans le domaine des micro-ondes. La NASA développe en 2016 la mission WFIRST.
Le télescope Kepler, lancé en 2009, est consacré à la recherche d'exoplanètes. La NASA utilise également pour cette recherche le télescope terrestre W. M. Keck, dont elle est l'un des propriétaires. Deux autres missions sont à l'étude : Space Interferometry Mission, observatoire spatial utilisant les techniques d'interférométrie, et un instrument spécial qui équipe le télescope terrestre Grand Télescope binoculaire.
Plusieurs télescopes toujours actifs ont contribué à la mise au point de nouvelles technologies : Swift est un observatoire en ondes gamma lancé en 2004. WMAP étudie depuis 2001 le fond diffus cosmologique dans le domaine des micro-ondes. GALEX est un télescope ultraviolet lancé en 2003. Enfin, la NASA est un coparticipant du télescope à rayons X japonais Suzaku lancé en 2005. WISE, lancé en décembre 2009 pour une mission de six mois, effectue une cartographie des sources infrarouges à la recherche des galaxies les moins lumineuses, des étoiles froides situées dans la banlieue terrestre et des astéroïdes qui se trouvent dans le Système solaire. NuSTAR, pour la détection des trous noirs par observation du rayonnement X, est lancé en 2012. La NASA fournit le spectromètre du télescope japonais Hitomi (ASTRO-H) lancé en 2016. Un petit télescope consacré à la détection d'exoplanètes, TESS, est lancé en 2018.
| Statut mission    | Lancement | Désignation  | Type                                              | Objectif                                                   |
| ----------------- | --------- | ------------ | ------------------------------------------------- | ---------------------------------------------------------- |
| Missions en cours | 1990      | Hubble       | Télescope visible, ultraviolet, proche infrarouge | Cosmologie, étude des galaxies, formation des étoiles      |
| Missions en cours | 1999      | Chandra      | Télescope rayons X                                | Trous noirs, matière et énergie noire                      |
| Missions en cours | 2004      | Swift        | Observatoire rayonnement Gamma                    | Observation des sursauts gamma                             |
| Missions en cours | 2008      | GLAST        | Observatoire rayonnement Gamma                    | Phénomènes astronomiques violents                          |
| Missions en cours | 2009      | WISE         | Télescope infrarouge                              | Cartographie des sources infrarouges                       |
| Missions en cours | 2012      | NuSTAR       | Télescope rayons X                                | Trous noirs, sources rayons X durs                         |
| Missions en cours | 2013      | IRIS         | Télescope ultraviolet                             | Cartographie des sources infrarouges                       |
| Missions en cours | 2018      | TESS         | Télescope lumière visible                         | Détection d'exoplanètes                                    |
| Missions en cours | 2021      | IXPE         | Petit télescope rayons X                          | Polarisation émissions objets compacts                     |
| Missions en cours | 2021      | James-Webb   | Télescope infrarouge                              | Premières étoiles et galaxies, formation de la Voie lactée |
| Développement     | 2025      | SPHEREx      | Petit télescope infrarouge                        | Inflation cosmique, formation des structures de l'univers  |
| Développement     | 2025      | NEO Surveyor | Télescope infrarouge                              | Recensement des astéroïdes géocroiseurs                    |
| Développement     | 2027      | Roman        | Télescope visible/proche infrarouge               | Énergie sombre, exoplanètes                                |

#### Étude du Soleil, de l'héliosphère et de la magnétosphère

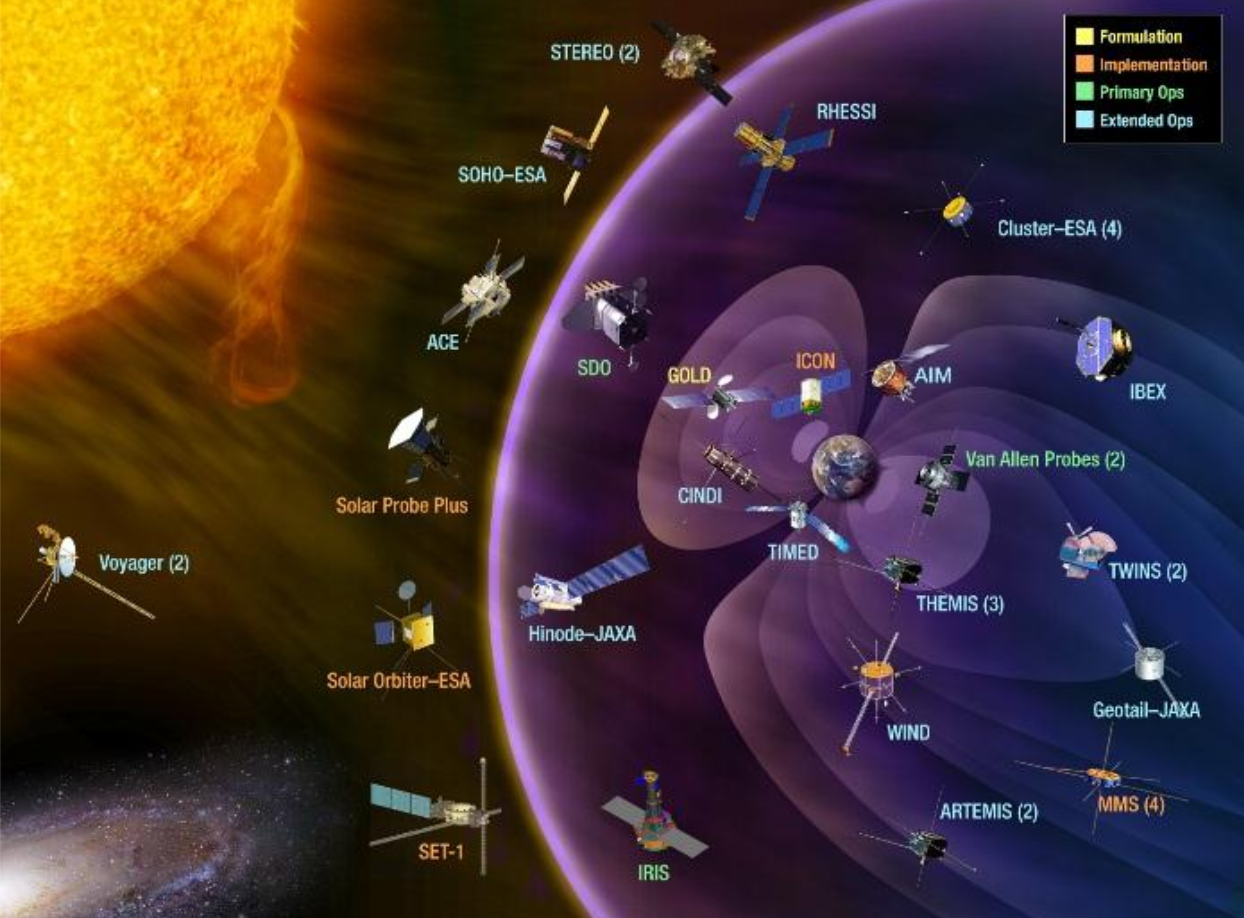
Panorama des missions héliophysiques de la NASA en cours ou en phase de développement en février 2015.

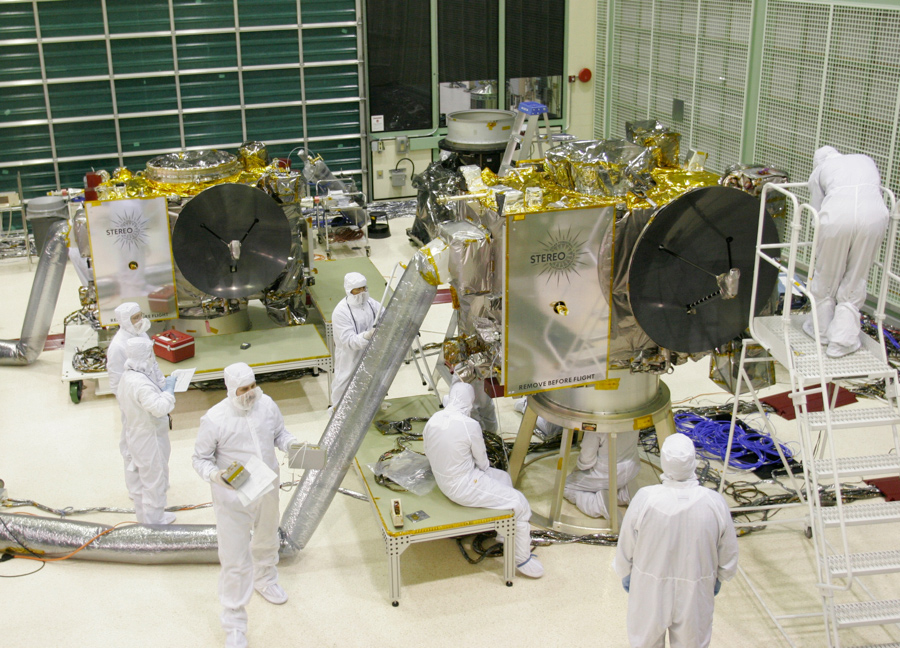
Les deux satellites STEREO.

Début 2010, la NASA dispose de dix-sept satellites opérationnels consacrés à l'étude du Soleil, de l'héliosphère et de la magnétosphère en comptant MMS en 2015. Le budget 2014 représente 641 millions de dollars américains soit 3,6 % du budget total.
L'observatoire solaire ACE lancé en 1993 étudie l'ensemble des radiations et participe à la surveillance de l'activité solaire. SoHO mission conjointe avec l'ESA lancée en 1995 est le principal observatoire utilisé pour la météorologie spatiale et doit rester en activité jusqu'en 2013. Installé au point de Lagrange L1 ce satellite a également découvert un grand nombre de comètes. GEOTAIL n'est plus opérationnel mais ses données sont en cours d'analyse. Le satellite WIND lancé en 1994 étudie le vent solaire et la magnétosphère depuis le point de Lagrange L1 et doit rester en exploitation jusqu'en 2013. TIMED lancé en 2001 étudie l'influence du Soleil sur la thermosphère et la mésosphère terrestres, doit rester en activité jusqu'en 2014. RHESSI lancé en 2002 est réservé pour l'étude des éruptions solaires en activité jusqu'en 2017. Les sondes Voyager participent également à l'étude de l'héliosphère.
Plusieurs missions regroupées sous l'intitulé Live with a star sont principalement chargées d'étudier l'interaction entre l'activité solaire et l'atmosphère terrestre. L'observatoire solaire SDO a été lancé début 2010. Les satellites jumeaux RBSP lancés en 2012 doivent étudier les mécanismes à l'œuvre dans les ceintures de Van Allen. Deux missions sont en cours de développement dans le cadre du programme : SPP, qui est lancé en 2018, étudie le Soleil à faible distance (dix rayons solaires) tandis que Solar Orbiter, projet mené par l'agence spatiale européenne, doit étudier les interactions entre la surface solaire, la couronne solaire et l'héliosphère intérieure depuis une distance de 45 rayons solaires. DSX est un petit satellite destiné à mettre au point des méthodes permettant de minorer l'influence des éruptions solaires sur les satellites. BARREL désigne un ensemble d'expériences scientifiques embarquées sur des ballons-sondes de 2013 à 2016 pour compléter les données recueillies par les satellites RBSP.

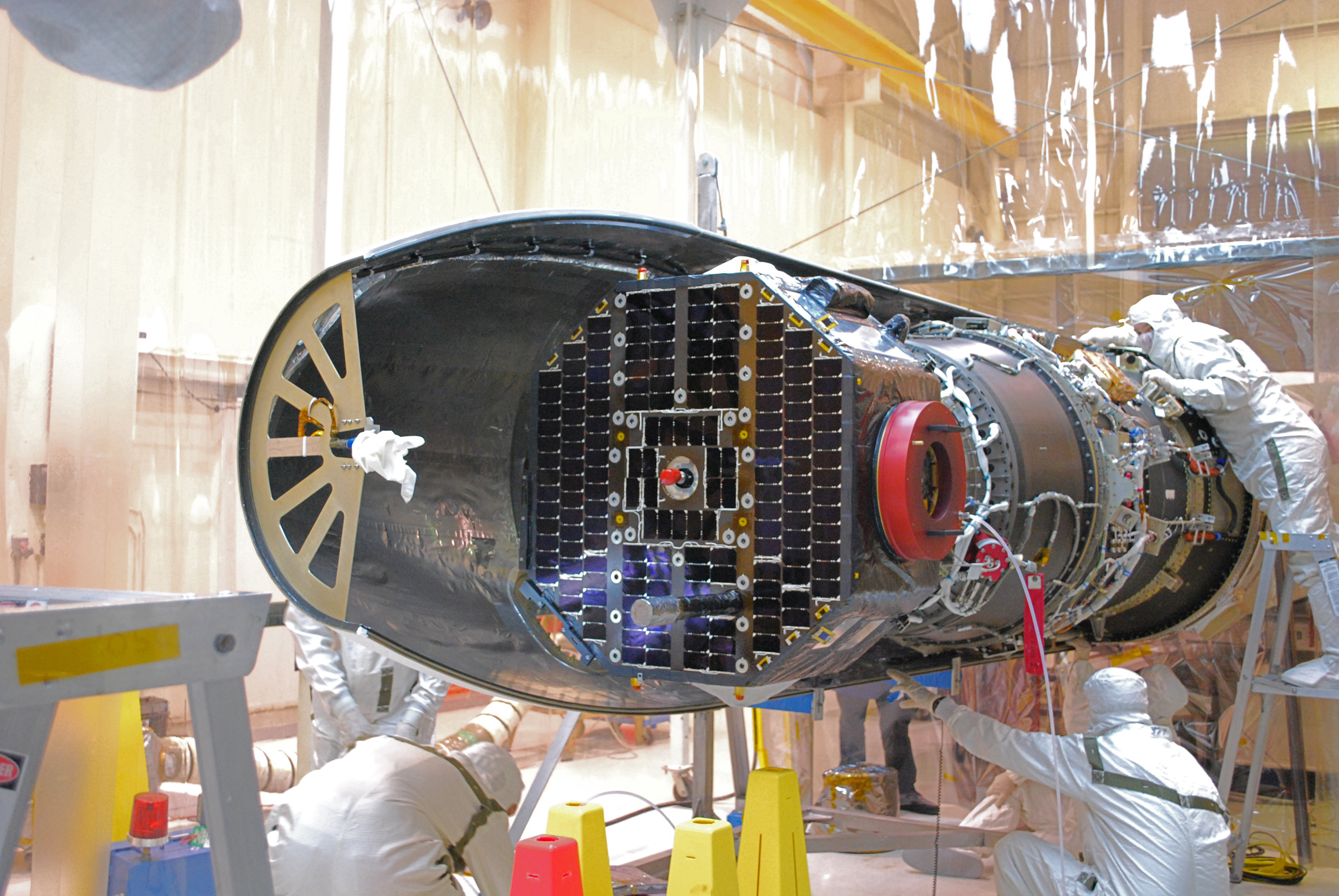
IBEX en cours de montage sur son lanceur Pegasus (2008).

Le comportement du plasma solaire est étudié par plusieurs missions. Les deux satellites jumeaux STEREO en activité depuis 2007 étudient notamment les éjections de masse coronale. La NASA a embarqué trois instruments sur le satellite japonais Hinode (Solar B) lancé en 2006 qui étudie la relation entre la couronne solaire et le champ magnétique du Soleil. Le satellite MMS lancé en 2015 étudie les reconnexions du champ magnétique à proximité de la magnétosphère terrestre.
La thématique comporte également des missions caractérisées par un cycle de développement court (Small et Medium Explorer). IBEX, lancé en 2008, étudie l'interaction entre le vent solaire et les vents solaires des autres étoiles. TWINS B complète depuis 2008 les observations réalisées par le satellite jumeau TWINS A lancé en 2006 et fournit une image tridimensionnelle de la magnétosphère terrestre. Les cinq petits satellites THEMIS, lancés en 2007, ont permis de mieux comprendre les mécanismes à l'œuvre dans les tempêtes de la magnétosphère. CINDI (Coupled Ion-Neutral Dynamics Investigation) est une expérience scientifique embarquée sur un satellite de la US Air Force qui étudie le rôle des ions neutres sur la formation des champs électriques dans la haute atmosphère terrestre. AIM lancé en 2007 étudie la formation des nuages de haute altitude dans les régions polaires. Deux petites missions IRIS étudient le transfert d'énergie entre la couronne solaire et le vent solaire et lancé en 2013.
| Statut mission   | Lancement | Désignation      | Type mission | Objectif                                               |
| ---------------- | --------- | ---------------- | ------------ | ------------------------------------------------------ |
| Mission en cours | 2018      | Parker           | Orbiteur     | Étude de la couronne solaire.                          |
| Mission en cours | 2015      | MMS              | Orbiteur     | Étude de la magnétosphère (4 satellites).              |
| Mission en cours | 2012      | Van Allen Probes | Orbiteur     | Étude de la magnétosphère.                             |
| Mission en cours | 2010      | SDO              | Orbiteur     | Étude du champ magnétique solaire.                     |
| Mission en cours | 2008      | IBEX             | Orbiteur     | Cartographie de l'héliopause.                          |
| Mission en cours | 2007      | THEMIS           | Orbiteur     | Étude de la magnétosphère terrestre.                   |
| Mission en cours | 2006      | STEREO           | Orbiteur     | Étude des éjections de masse coronale par le Soleil.   |
| Mission en cours | 1995      | SoHO             | Orbiteur     | Structure interne du Soleil, couronne et vent solaire. |
| Mission en cours | 1994      | WIND             | Orbiteur     | Vent solaire, magnétosphère.                           |
| Développement    | 2025      | IMAP             | Orbiteur     | Vent solaire, milieu interstellaire.                   |
| Développement    | 2025      | PUNCH            | Orbiteur     | Couronne et vent solaire.                              |

#### Sciences de la Terre

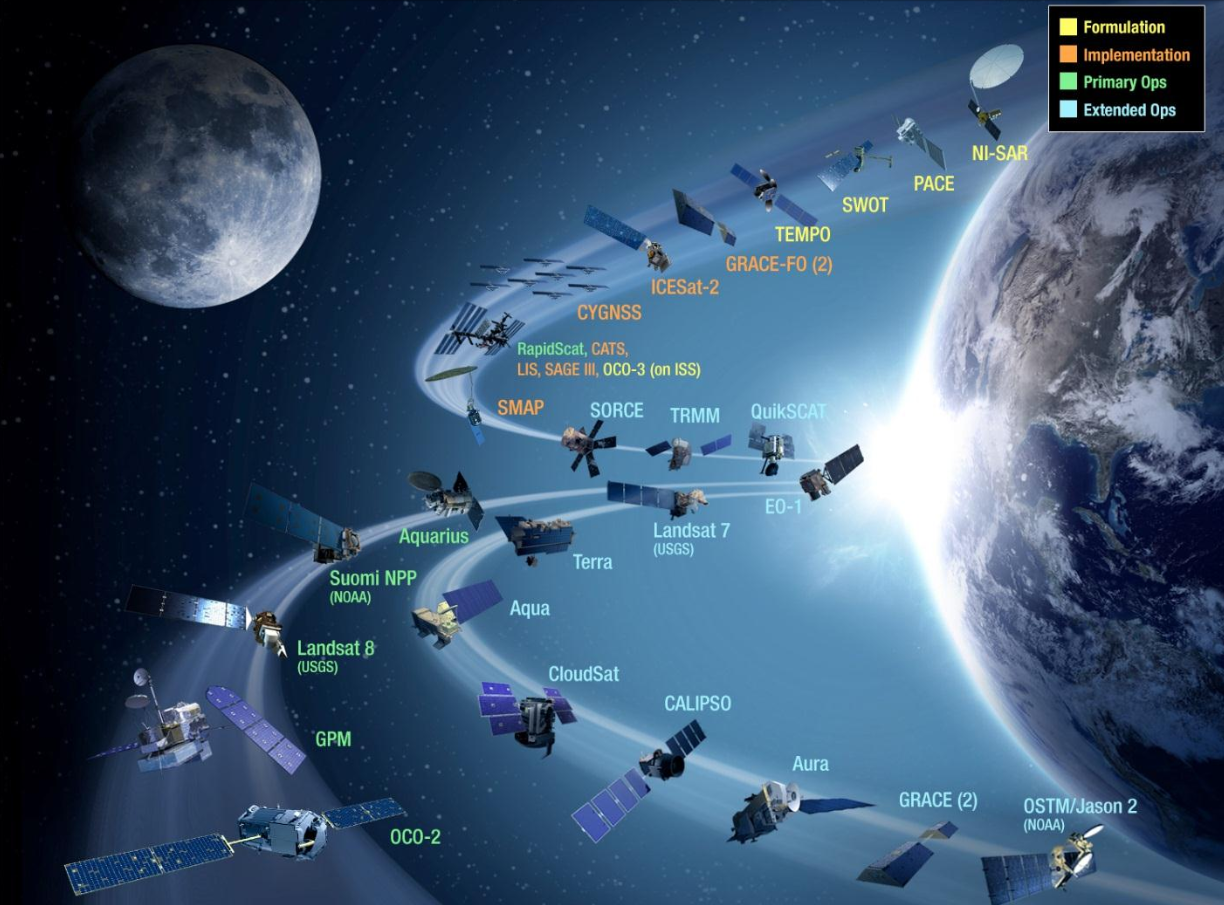
Panorama des missions d'étude la Terre de la NASA en cours ou en phase de développement en février 2015.

Début 2010, la NASA dispose de dix-huit satellites opérationnels consacrés à l'étude de la Terre et du climat. L'agence développe et lance les satellites CYGNSS en 2016, GRACE-FO en 2018 et ICESat-2 en 2018. D'autre part, les satellites SWOT (2021), PACE (2022) et NISAR (2022) sont en phase de spécifications. Leur budget représente en 2014 1 828 millions de dollars américains soit 10,4 % du budget total.
La NASA dispose d'importantes équipes de chercheurs dont les travaux portent sur la modélisation du système Terre et qui exploitent les données recueillies par les différents moyens spatiaux et aéroportés mis en œuvre par la NASA. Celle-ci possède le plus important système de stockage informatique de données scientifiques de la planète, qui doit absorber les téraoctets de données produits chaque jour par les satellites. Pour ses activités, la NASA dispose de trois superordinateurs (Pleiades, Merope et Endeavour) comportant en tout 170 000 processeurs. Dans le cadre de ces recherches, des campagnes de mesure sont menées avec des engins aériens avec et sans équipage. Les activités principales portent sur le cycle du carbone, la modélisation du système Terre, l'évolution de la couche d'ozone, la fourniture de références géodésiques. Ces activités de recherche et la logistique associée représente 25 % du budget de la NASA (457 millions de dollars américains) consacré aux sciences de la Terre.
Les missions du programme Earth Systematic Missions ont pour objectif d'effectuer des collectes systématiques de données qui sont ensuite redistribuées à un grand nombre d'utilisateurs internes et externes. Une quinzaine de satellites sont actuellement opérationnels :
- Aqua lancé en 2002 mesure les caractéristiques des nuages et l'humidité présente au sol et dans l'atmosphère ;
- Aura lancé en 2004 mesure la quantité d'ozone, de vapeur d'eau, de monoxyde de carbone, de méthane, d'ozone et de CFC présent dans l'atmosphère ;
- Terra développé avec le Japon et le Canada et en fonction depuis 2000 évalue notamment la photosynthèse, les aérosols, le bilan radiatif ainsi que la quantité de monoxyde de carbone ;
- TRMM est un satellite développé conjointement avec le Japon et lancé en 1997 qui mesure l'intensité et la distribution des précipitations ;
- LDCM (Landsat Data Continuity Mission / Landsat 8), lancé en 2012, est un projet conjoint avec l'US Survey qui a pris le relais de la longue série des satellites Landsat (mesure des ressources terrestres, évaluation des catastrophes) ;
- GPM est un satellite développé conjointement par la NASA et la JAXA et lancé en 2014 et qui doit effectuer les mesures de précipitations assurées jusque-là par TRMM en fin de vie ;
- Suomi NPP, projet conjoint avec la NOAA et le DOD lancé en 2011, doit permettre de valider les instruments qui seront utilisés par les futurs satellites météorologiques ;
- SMAP lancé en 2015 effectue des mesures d'humidité du sol de la surface terrestre et de l'état des sols (gel-dégel) ;

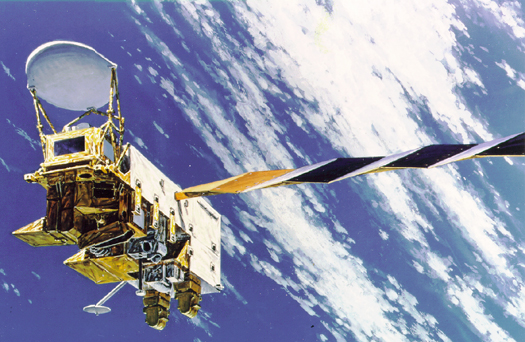
Le satellite Aqua.

- QuikSCAT est une mission lancée en 1999 qui mesure la vitesse et la direction du vent au-dessus des océans. L'unique instrument est utilisé désormais en mode dégradé ;
- Earth Observing-1, lancé en 2002 et toujours opérationnel, a permis de qualifier de nouveaux instruments utilisés pour l'observation de la Terre ;
- SORCE lancé en 2003 mesure les différentes radiations qui atteignent l'atmosphère terrestre ;
- l'instrument Ocean Surface Topography Mission (OSTM) embarqué sur le satellite Jason-2 développé conjointement avec le CNES et lancé en 2008 mesure de manière précise la hauteur des océans permettant de mesurer les courants et la quantité de chaleur stockée ;
- GRACE, développé avec l'agence spatiale allemande et lancé en 2002, mesure le champ de gravité terrestre ;
- DSCOVR lancé en 2015 est un satellite multi-agences de météorologie spatiale qui emporte deux instruments de la NASA : le radiomètre NISTAR et la caméra EPIC.

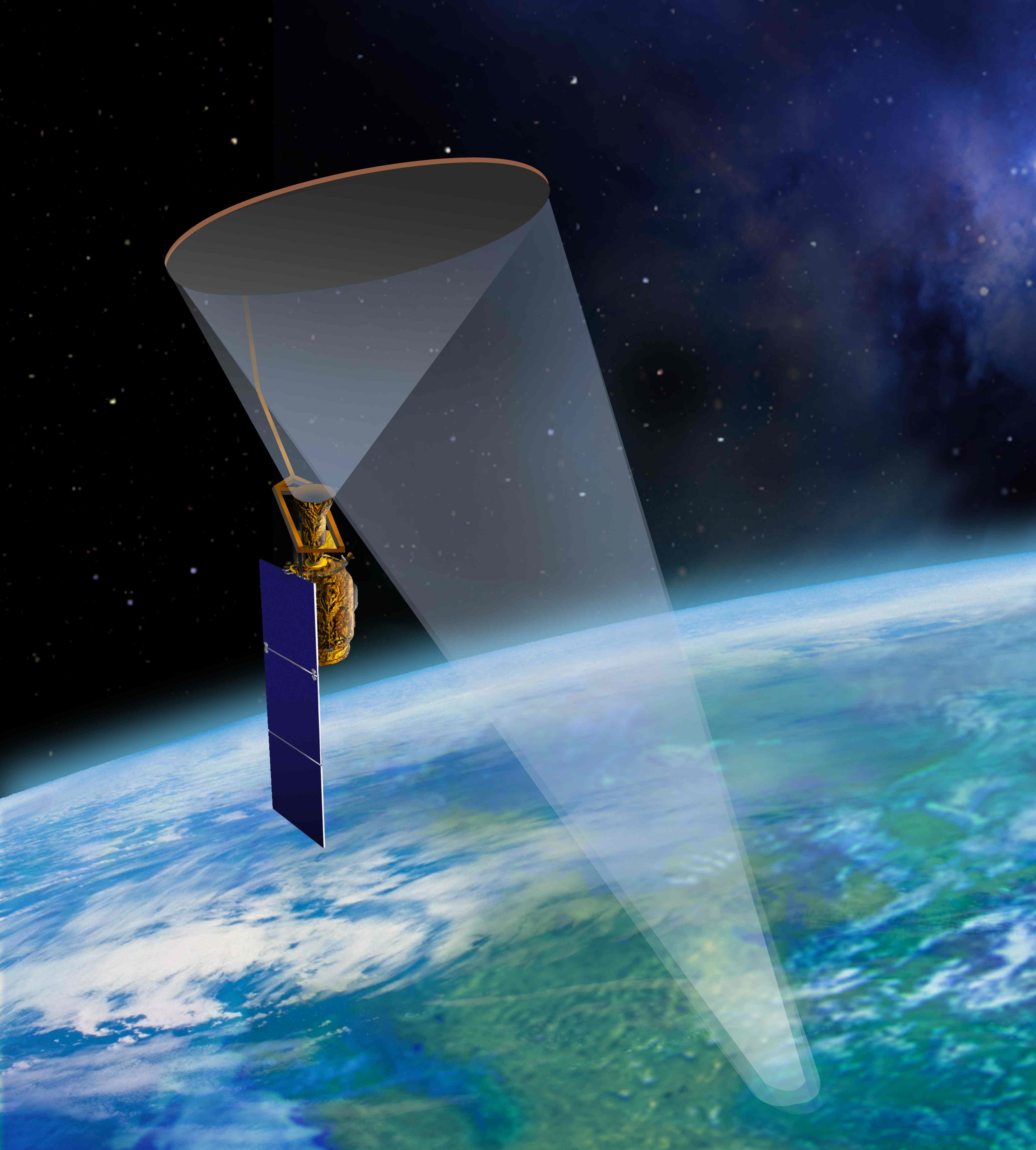
SMAP, lancé en 2015.

Plusieurs satellites et instruments sont à des stades divers de développement. ICESat-2 doit prendre le relais en 2018 de ICESat, tombé en panne en 2010, pour la mesure des calottes de glace polaires. Des campagnes de mesures aéroportées seront assurées par la NASA pour assurer la continuité entre la fin de vie de et le lancement du nouveau satellite. Le spectromètre Stratospheric Aerosol and Gas Experiment (Sage III), qui mesure la distribution verticale de l'ozone et des aérosols dans l'atmosphère terrestre est installé en 2017 dans la Station spatiale internationale. Grace-Follow-On prend la suite du projet germano-américain GTACE. Les deux satellites de cette mission, dont le lancement en 2018, doivent poursuivre la mesure des variations du champ de gravité terrestre. SWOT (lancement en 2021) est une mission franco-américaine qui à l'aide de mesures altimétriques doit permettre de mesurer avec une très haute résolution la circulation océanique et effectuer un recensement détaillé des eaux de surface sur les continents. La NASA travaille sur trois projets relatifs à l'inventaire des ressources terrestres par l'imagerie : l'instrument TIR-FF doit assurer la continuité des mesures de l'instrument équivalent embarqué sur Landsat 8 ; des améliorations sont à l'étude pour les instruments embarqués sur Landsat 9 (lancement en 2023) ; un projet de recherche plus fondamental est entamé pour les instruments de Landsat 10. Deux satellites doivent être également développés. PACE (lancement en 2022) doit mesurer la couleur de l'océan, ce qui permet de déterminer les caractéristiques biologiques et biochimiques de celui-ci et ainsi mieux maîtriser le cycle du carbone et la réponse des perturbations sur le climat de la Terre. NISAR (lancement en 2022) est un satellite américano-indien équipé de deux radars qui doit fournir des informations très précises sur des processus complexes comme les perturbations écologiques, l'effondrement de la banquise, les tremblements de terre, etc..
La Station spatiale internationale est utilisée comme support pour différents instruments Hyperspectral Imager for the Coastal Ocean (HICO), installé en 2014, est un spectromètre imageur utilisé pour étudier les eaux côtières RapidScat, également installé en 2014, remplace en partie l'instrument du satellite QuikSCAT qui mesurait la vitesse des vents au-dessus des océans. Cloud Aerosol Transport System (CATS), qui fonctionne depuis février 2015, est un lidar expérimental qui mesure la distribution verticale des aérosols dans l'atmosphère terrestre. Lightning Imaging Sensor (Lis), qui doit être placé en orbite début 2016, prend le relais de l'instrument équivalent embarqué à bord du satellite TRMM pour l'observation des éclairs dans l'atmosphère terrestre. L'instrument TSIS-1, à bord de la station en décembre 2017, doit poursuivre la mesure de l'irradiance du Soleil actuellement prise en charge par un instrument équipant le satellite SORCE.
D'autres instruments doivent être lancés à bord de satellites commerciaux ou d'engins spatiaux développés par d'autres agences spatiales. Ce sont TSIS-2 qui doit prendre la suite de TSIS-1 vers 2020, Radiation Budget Instrument (RBI) qui doit être installé à bord du satellite JPSS-2 lancé en 2022 pour mesurer le budget radiatif de la Terre, Ozone Mapping and Profiler Suite-Limb Profiler (OMPS-LIMB) également lancé sur ce satellite, CLARREO doit permettre de détecter rapidement les variations climatiques. D'autres missions recommandées par le rapport scientifique annuel sont en cours d'évaluation : Active Sensing of CO2 Emissions over Nights, Days, and Seasons (ASCENDS), GEOstationary Coastal and Air Pollution Events (GEO-CAPE) ; ACE et HyspIR.
Le programme Earth System Science Pathfinder, qui dispose d'un budget de 267,7 millions de dollars américains, regroupe des missions à coût modéré et aux objectifs scientifiques plus ciblés que le programme Earth Systematic Missions. Ce programme comprend les projets en développement suivants :
- le satellite CYGNSS (lancé en 2016) est une constellation de 8 micro-satellites qui mesure les vents à la surface des océans durant le cycle de vie des tempêtes tropicales et des ouragans ;
- l'instrument Orbiting Carbon Observatory 3 (OCO-3) qui doit être installé sur la Station spatiale internationale en 2017 ;
- l'instrument TEMPO (monté sur un satellite commercial vers 2018) doit mesurer la pollution atmosphérique au-dessus de l'Amérique du Nord.

Par ailleurs, plusieurs satellites de ce programme sont opérationnels :
- CloudSat lancé en 2006 mesure les caractéristiques des nuages pour permettre une meilleure compréhension du rôle des nuages épais dans le bilan radiatif de la Terre ;
- CALIPSO lancé en 2006 mesure la distribution verticale des aérosols et des nuages en utilisant un lidar ;
- le satellite OCO-2 lancé en 2014 mesure la distribution du dioxyde de carbone dans l'atmosphère terrestre ;
- Aquarius est un instrument embarqué sur le satellite argentin SAC-D qui mesure les variations saisonnières et annuelles de la salinité des océans et leur influence sur la circulation des eaux océaniques. Lancé en juin 2011.

Les données collectées par les satellites d'observation de la Terre sont traitées, stockées et redistribuées dans le cadre du projet Earth Observing System Data and Information System (EOSDIS), auquel est alloué en 2014 un budget de 179 millions de dollars américains. Par ailleurs, la NASA dispose d'un programme de recherche pour la mise au point de nouveaux instruments (60 millions de dollars américains) et le développement d'applications reposant sur les données collectées par ses satellites (35 millions de dollars américains).
| Statut mission | Lancement | Désignation | Type     | Objectif                                                              |
| -------------- | --------- | ----------- | -------- | --------------------------------------------------------------------- |
| En cours       | 2024      | PACE        | Orbiteur | Étude du phytoplancton                                                |
| En cours       | 2022      | SWOT        | Orbiteur | Étude des courants océaniques (avec le CNES)                          |
| En cours       | 2019      | ICON        | Orbiteur | Étude de l'ionosphère                                                 |
| En cours       | 2018      | Grace-FO    | Orbiteur | Mesure du champ gravitationnel terrestre (en coopération avec la DLR) |
| En cours       | 2018      | ICESat-2    | Orbiteur | Étude des glaces, changement climatique                               |
| En cours       | 2016      | Jason 3     | Orbiteur | Océanographie                                                         |
| En cours       | 2015      | ICON        | Orbiteur | Étude de la thermosphère                                              |
| En cours       | 2015      | SMAP        | Orbiteur | Mesure de l'humidité du sol                                           |
| En cours       | 2014      | GPM         | Orbiteur | Météorologie, changement climatique                                   |
| En cours       | 2014      | OCO-2       | Orbiteur | Sources et puits du dioxyde de carbone                                |
| En cours       | 2011      | Glory       | Orbiteur | Mesure du bilan énergétique de la Terre                               |
| En cours       | 2007      | AIM         | Orbiteur | Petit satellite d'étude des nuages noctulescents                      |
| En cours       | 2006      | Cloudsat    | Orbiteur | Structure interne des nuages                                          |
| En cours       | 2006      | CALIPSO     | Orbiteur | Impacts radiatifs des nuages et des aérosols (avec le CNES).          |
| En cours       | 2004      | Aura        | Orbiteur | Couche d'ozone, qualité de l'air, ozone                               |
| En cours       | 2002      | Aqua        | Orbiteur | Étude des océans                                                      |
| Développement  | 2025      | NISAR       | Orbiteur | Étude de l'évolution de l'écosystème terrestre (avec l'ISRO)          |
| Développement  | 2025      | TRACERS     | Orbiteur | Étude de la magnétosphère terrestre                                   |
| Développement  | 2025      | GDC         | Orbiteur | Étude de l'ionosphère et de la thermosphère                           |

### Recherche spatiale

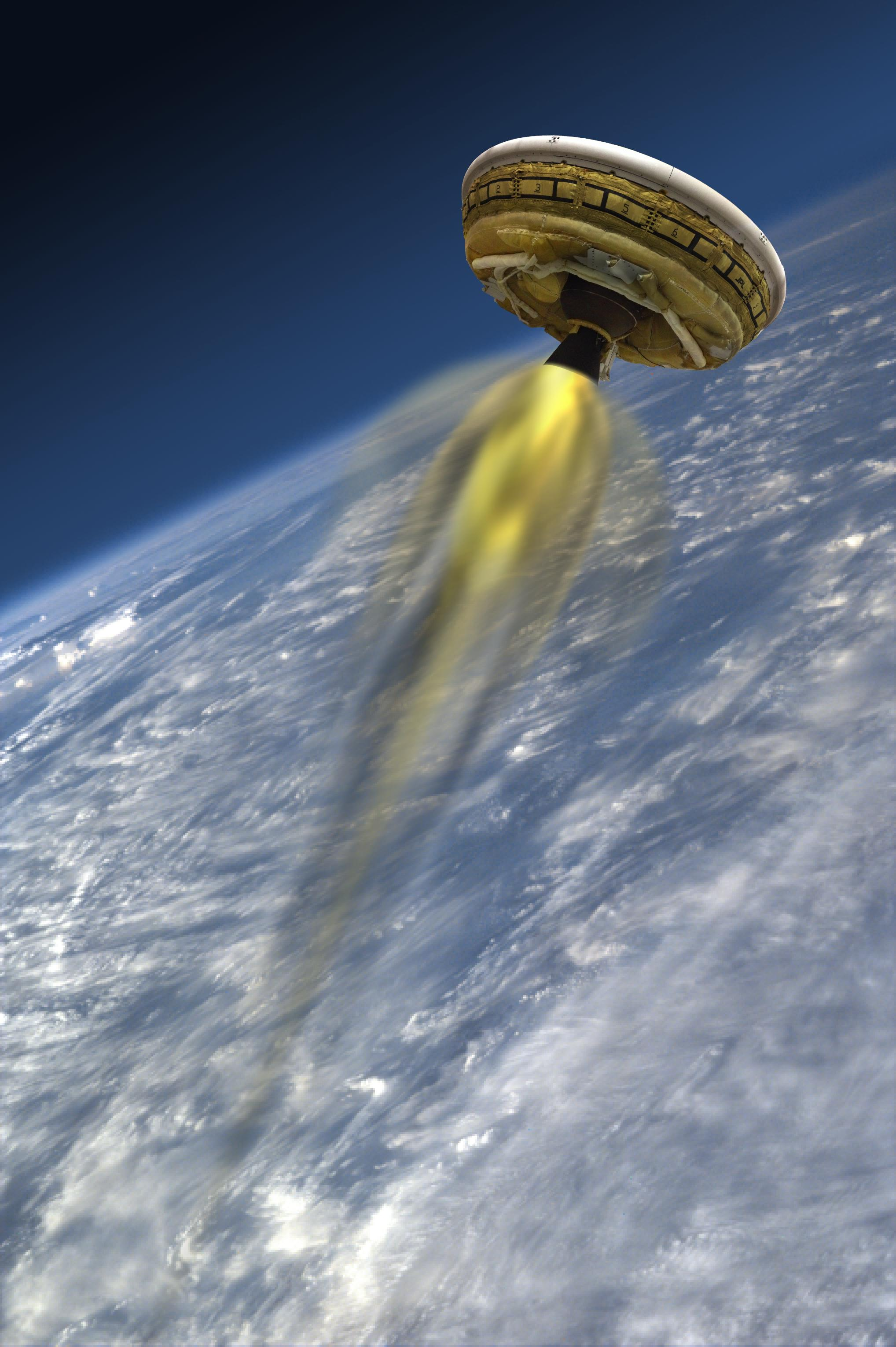
Le projet Low-Density Supersonic Decelerator.

Le programme Space Technology a pour objectif de mettre au point des concepts avancés applicables au spatial. Ces recherches sont lancées et financées, entre autres, par plusieurs programmes d'encouragement à l'innovation qui concernent des équipes internes ou des partenaires ou sociétés externes. Le programme est doté d'un budget en 2014 de 575 millions de dollars, soit 3,3 % du total.
Pour ses missions d'exploration du Système solaire, la NASA a plusieurs projets consacrés à la propulsion spatiale dont le financement est rattaché à celui des sondes spatiales. L'agence met au point le moteur ionique à xénon Next (NASA's Evolutionary Xenon Thruster) dans le cadre d'un programme qui devrait aboutir en 2013. L'agence a également un programme d'étude sur le propulseur à effet Hall,. Le générateur thermoélectrique à radioisotope est une alternative aux cellules photovoltaïques utilisée lorsque l'énergie solaire n'est pas suffisante (mission vers les planètes extérieures). La NASA étudie une version beaucoup plus efficace grâce à l'utilisation du cycle de Stirling (programme ASRG Advanced Stirling Radioisotope Generator) qui pourra être utilisé par des sondes spatiales lancées à compter de 2014-2016.

### Recherche aérospatiale

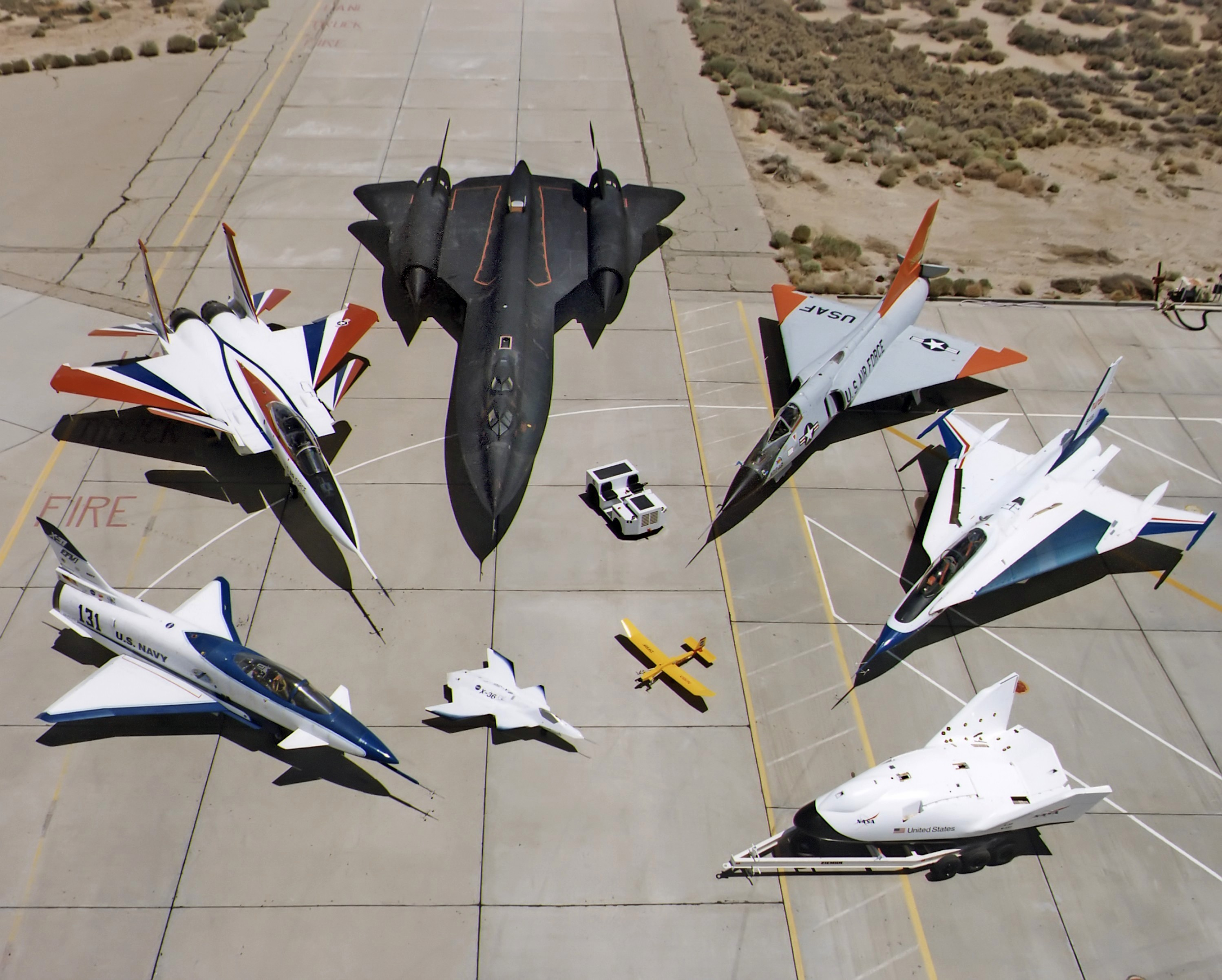
Les travaux de recherche dans le domaine de l'aéronautique sont également du ressort de la NASA.

La NASA est le principal centre de recherche aérospatiale américain. Le budget affecté en 2011 à cette activité est de 566 millions de dollars américains soit 3,2 % du budget total. Ces fonds sont répartis entre cinq programmes de recherche.

#### Sécurité aérienne
La NASA travaille sur le futur système de contrôle du trafic aérien américain NextGen Air Transportation System qui doit permettre de faire face à l'augmentation du nombre de vols dans l'espace aérien américain. L'agence spatiale travaille, entre autres, sur les dispositifs capables de détecter automatiquement les situations dangereuses (risque de collision en vol) et la conception d'un poste de pilotage d'avion optimisant le travail de l'équipage et sa capacité à faire face rapidement aux événements à risque.

#### Systèmes aéronautiques
Ce programme concerne la recherche des stratégies d'automatisation du choix des routes aériennes dans le cadre du futur système de contrôle du trafic aérien américain NextGen.

#### Recherche aéronautique
Plusieurs thèmes font partie de ce programme : mise au point des techniques de voilure tournante, mise au point d'une boîte à outils permettant de concevoir la voilure des futurs avions volant à vitesse subsonique en optimisant les émissions sonores et les performances. Outils de conception du fuselage et de la voilure des avions supersoniques. Recherche sur le vol hypersonique (vitesse supérieure à Mach 5) avec des applications dans le domaine spatial (rentrée atmosphérique, atterrissage sur Mars).

#### Tests
Ce programme concerne la mise à disposition de moyens d'essais : souffleries, bancs d'essais aéronautiques.

#### Recherche sur les systèmes intégrés
Recherche sur de nouveaux concepts d'aéronefs permettant de réduire simultanément la quantité de carburant consommé, le bruit et les émissions de gaz. Insertion de drones dans le trafic aérien.

## Organisation

### Organes de décision
La NASA est une organisation directement contrôlée par l'exécutif. L'agence spatiale est dirigée par un administrateur désigné par le président des États-Unis après consultation et accord du Sénat américain. Son rôle est d'implémenter les choix du président et il joue donc un rôle majeur dans la définition des principaux programmes spatiaux de l'agence spatiale. Le changement de président entraîne le changement de l'administrateur. L'administrateur actuel, nommé par Joe Biden en mars 2021 à la suite de son accès à la présidence des États-Unis, est Bill Nelson, ancien sénateur de Floride et membre du parti démocrate. Le président nomme également l'administrateur adjoint et le responsable des finances, qui n'ont eux pas de rôle majeur dans l'orientation du programme spatial. L'implémentation de la stratégie de la NASA et le contrôle de sa mise en œuvre par les différents centres de la NASA incombe aux responsables des cinq directions (directorate), qui ne sont pas choisis en fonction de leur orientation politique et conservent donc leur poste lors des changements d’administrateur. Ces cinq directions sont : 
- Direction de la recherche aéronautique (Aeronautics Research Mission Directorate, ARMD) ;
- Direction des sciences (SMD : Science Mission Directorate) chargée du programme scientifique de l'étude de la Terre, du Système solaire et de l'Univers ;
- Direction des technologies spatiales (Space Technology Mission Directorate, STMD) qui recherche et met au point les technologies nécessaires aux vols humains et aux missions robotiques (par exemple : propulsion, bouclier thermique, etc.) ;
- Direction des opérations et de l'exploration spatiale habitée (Human Exploration and Operations Mission Directorate, HEOMD) responsable des lancements et du suivi des missions avec équipages (Station spatiale internationale) ;
- Direction du support de mission (MSD : Mission Support Directorate) fournit les ressources aux autres directions pour les achats, le recrutement, les infrastructures, la sécurité et les services de la l'état-major.

Ces services, qui comprennent également le bureau de l'administrateur (Administrator's Staff Offices) et le bureau de l'inspection générale (Office of Inspector General, OIG), sont rassemblés au siège de la NASA qui se trouve à Washington (district de Columbia).

### Centres spatiaux

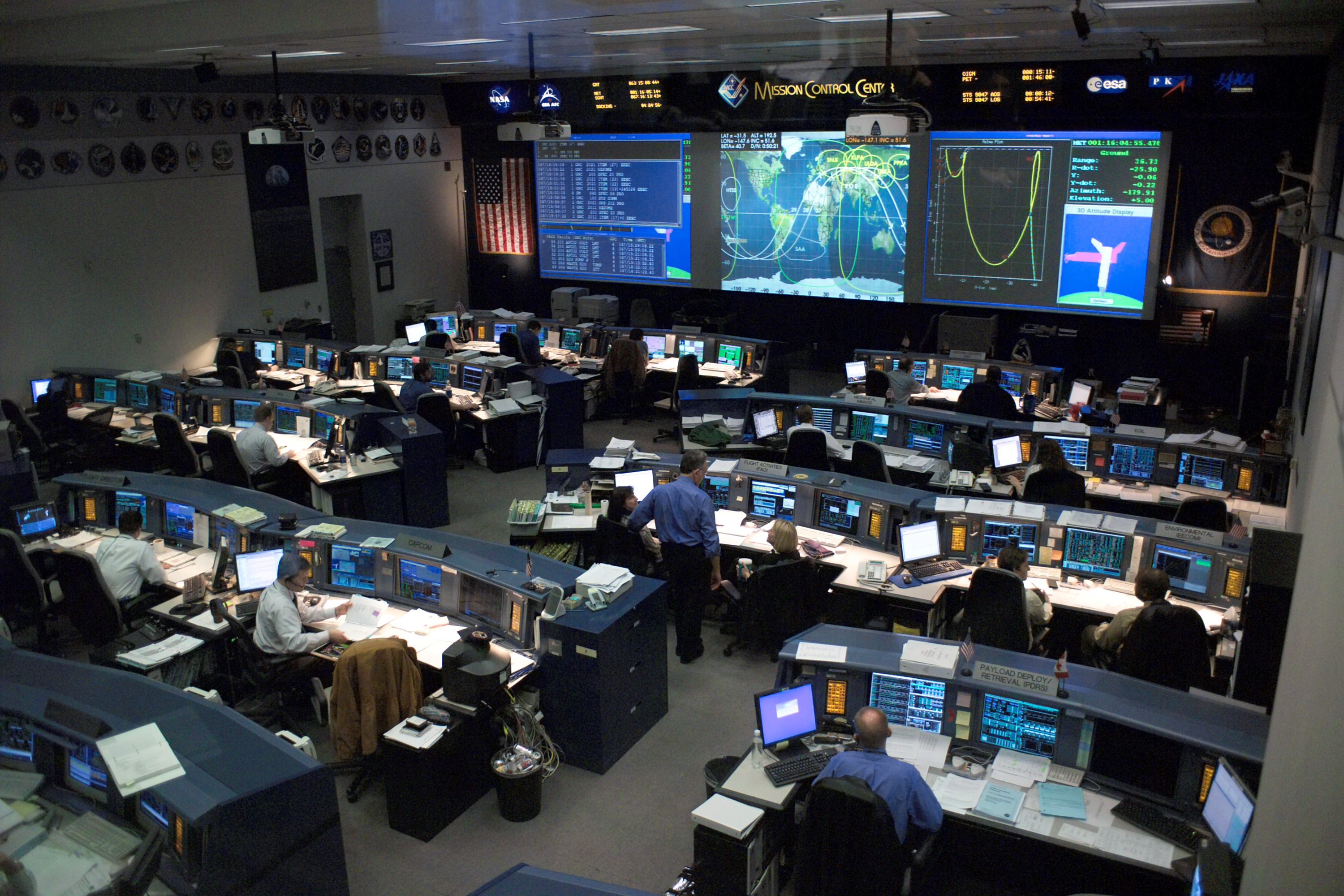
Centre de contrôle de mission de la navette spatiale au centre Johnson.

La NASA comporte dix centres spatiaux qui emploient directement environ 17 500 personnes auxquelles s'ajoutent 6 000 personnes au Jet Propulsion Laboratory fin 2018 ainsi qu'un grand nombre de sous-traitants sur site :

#### Centre de vol spatial Goddard
Le centre de vol spatial Goddard, situé à environ dix kilomètres au nord-est de Washington, D.C. dans l'État du Maryland, est le plus important centre de recherche de la NASA et emploie environ dix mille personnes en incluant les sous-traitants. L'établissement est responsable du développement et de la gestion des télescopes et observatoires spatiaux développés par la NASA ainsi que sur la plupart des satellites d'observation de la Terre. L'établissement gère également le Wallops Flight Facility d'où sont lancés des ballons-sondes, des fusées-sondes et de petits satellites scientifiques pour ces derniers à l'aide de lanceurs légers.

#### Jet Propulsion Laboratory
Le Jet Propulsion Laboratory (JPL), situé près de Los Angeles en Californie, est responsable du développement et de la gestion opérationnelle de la majorité des sondes spatiales de la NASA, de certains satellites d'observation de la Terre ainsi que d'instruments embarqués sur les satellites scientifiques en orbite terrestre. Le JPL gère également les trois groupes d'antennes situés en Australie, Espagne et Californie du Deep Space Network qui est utilisé pour les communications avec les sondes spatiales. Créé dans les années 1930 pour étudier la propulsion des fusées, à l'origine de son appellation, c'est une coentreprise entre la NASA et le Caltech.

#### Centre spatial Lyndon B. Johnson
Le centre spatial Lyndon B. Johnson (anciennement le MSC, Manned Spacecraft Center) situé près de Houston au Texas, est chargé de la conception et la qualification des engins spatiaux habités (station spatiale, vaisseaux spatiaux), de l'entraînement des astronautes et du suivi des missions à partir de leur décollage. Parmi les installations présentes sur le site, on trouve le centre de contrôle de mission des missions habitées (station spatiale internationale, navette spatiale), des simulateurs de vol et des équipements destinés à simuler les conditions spatiales et utilisés pour tester les composants livrés par les fournisseurs de la NASA. Le centre gère l'établissement de White Sands Test Facility au Nouveau-Mexique qui est utilisé pour tester différents équipements faisant essentiellement partie du programme de la navette spatiale.

#### Centre de vol spatial Marshall
Le centre de vol spatial Marshall (George C. Marshall Space Flight Center ou MSFC) situé près de Huntsville dans l'Alabama est spécialisé dans la propulsion des lanceurs civils et des vaisseaux spatiaux. Aujourd'hui le centre Marshall est responsable de la propulsion des lanceurs et vaisseaux du programme Artemis. Le centre est responsable du centre d'assemblage de Michoud où est assemblé le lanceur SLS. Il gère également le programme de sondes lunaires. Cette ancienne installation de l'armée de Terre (Arsenal de Redstone) autrefois dirigée par Wernher von Braun a mis au point la famille de lanceurs Saturn.

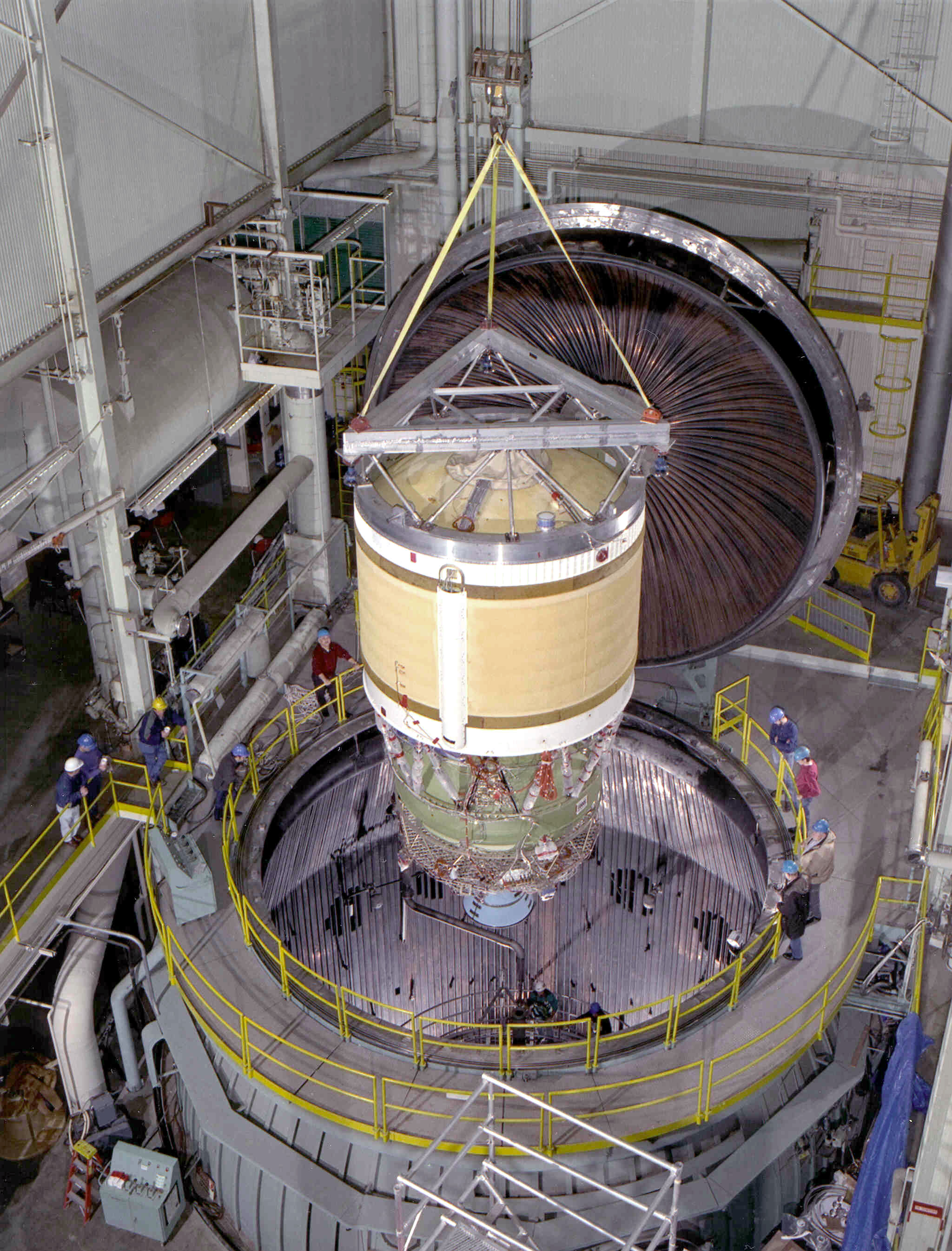
Test dans une chambre à vide du 2e étage du lanceur Delta III au Centre spatial Glenn.

#### Centre de recherche Ames
Le centre de recherche Ames est un établissement ancien (1939) situé en Californie au cœur de la Silicon Valley. Initialement connu pour ses souffleries utilisées notamment pour mettre au point la forme de la capsule Apollo, l'établissement est aujourd'hui spécialisé dans l'informatique embarquée sur les vaisseaux et sondes, les supercalculateurs, la gestion du trafic aérien ainsi que l'exobiologie. Le centre est responsable de quelques programmes spatiaux comme les sondes lunaires LCROSS, LADEE, le télescope spatial Kepler et le télescope de l'observatoire stratosphérique pour l'astronomie infrarouge SOFIA.

#### Centre de recherche de Langley
Le Centre de recherche Langley situé en Virginie est le plus ancien des centres de la NASA (1917). On y effectue des recherches sur l'aérodynamisme des avions à l'aide de plusieurs souffleries. Les chercheurs de Langley travaillent également sur le changement climatique.

#### Centre de recherche Glenn
Le centre de recherche Glenn, situé près de Cleveland dans l'Ohio, est traditionnellement spécialisé dans la mise au point des techniques de propulsion (cryogénique, électrique).

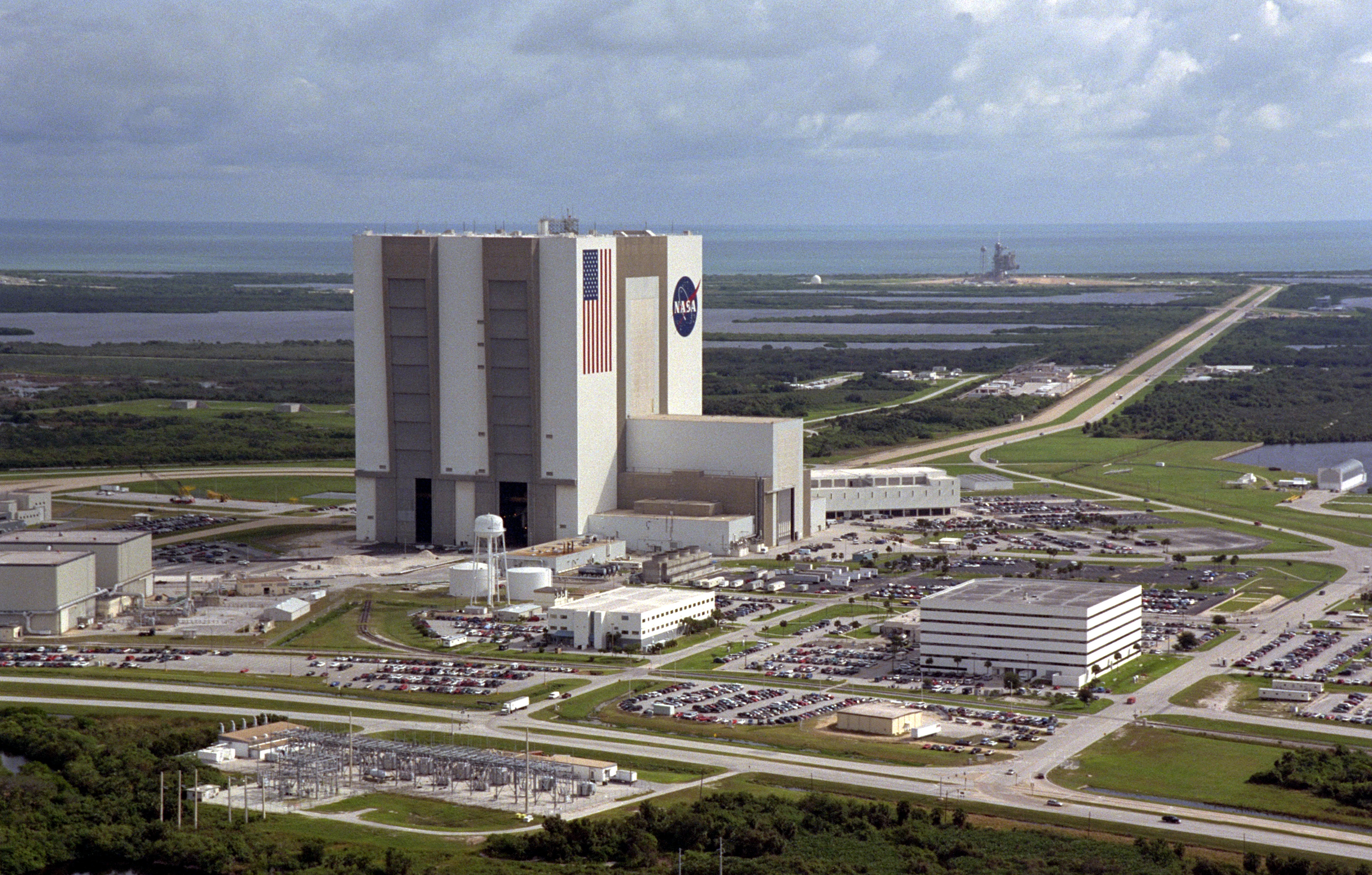
Vue aérienne du VAB, bâtiment d'intégration de la navette spatiale au centre spatial Kennedy.

#### Centre de recherche en vol Neil A. Armstrong
Le centre de recherche en vol Neil A. Armstrong situé dans le désert des Mojaves en Californie est utilisé pour effectuer des tests en vol atmosphérique. C'était également le site d'atterrissage de secours pour la navette spatiale lorsque les conditions atmosphériques n'étaient pas favorables à Kennedy.

#### Centre spatial John C. Stennis
Le centre spatial John C. Stennis situé dans le Mississippi rassemble plusieurs bancs d'essais utilisés pour tester les moteurs-fusées développés pour les différents programmes.

#### Centre spatial Kennedy
Le centre spatial Kennedy (KSC), situé sur Merritt Island en Floride, est le site d'où décollent les lanceurs vers la Station spatiale internationale. Au cœur du centre spatial, le complexe de lancement 39 comporte deux aires de lancement et un immense bâtiment d'assemblage, le VAB (hauteur 140 mètres), dans lequel les lanceurs sont préparés. Plusieurs plateformes de lancement permettent de transporter les lanceurs jusqu'au site de lancement. Le centre spatial Kennedy jouxte la base de lancement de Cap Canaveral d'où sont lancées les sondes spatiales de la NASA.

## Budget
Le budget de la NASA fait partie des dépenses discrétionnaires du budget des États-Unis, c'est-à-dire que son montant n'est pas reconduit d'année en année, comme c'est le cas de celui des dépenses obligatoires (Sécurité sociale, Medicaid, Medicare, intérêts de la dette), mais qu'il est discuté chaque année et qu'il fait l'objet d'arbitrages qui dépendent de l'enveloppe budgétaire globale disponible et des sommes allouées aux autres dépenses discrétionnaires. En 2018, le budget fédéral était de 4 100 milliards US$ (20 % du PNB américain) dont environ les deux tiers pour les dépenses obligatoires et un tiers pour les dépenses discrétionnaires. Généralement, la moitié des dépenses discrétionnaires sont affectées à la Défense (623 milliards de dollars américains en 2018), l'autre moitié (639 milliards de dollars en 2018) étant partagée entre de nombreux postes budgétaires (éducation, justice, science) dont celui de la NASA, qui oscille d'une année à l'autre autour de 20 milliards de dollars américains. Le processus qui aboutit à la fixation du budget de la NASA est similaire à celui des autres agences contrôlées par le gouvernement américain. L'année fiscale aux États-Unis débute en octobre (le budget 2020 s'applique donc à partir d'octobre 2019). Le budget est défini de manière détaillée l'année précédente (dans le cas cité en 2018) après plusieurs allers-retours entre la NASA, la présidence des États-Unis et le Bureau de la gestion et du budget. La Maison-Blanche soumet normalement sa proposition budgétaire (President's Budget Request) en février (2019 dans l'exemple cité). Ce document de plus de 800 pages fournit de manière très détaillée l'ensemble des dépenses de l'agence spatiale. Le Congrès américain, après définition de l'enveloppe budgétaire globale, discute de son affectation au sein de comités et sous-comités spécialisés. Il fournit une contre-proposition qui, dans le cas de la NASA, porte uniquement sur les programmes principaux. Cette proposition fait l'objet d'allers-retours entre les deux chambres (Sénat américain et Chambre des représentants) avant d'être votée. Le président signe le budget à l'issue de ce processus. Si le déroulement de ce processus est nominal, ce dernier acte intervient avant le 1er octobre, début de l'année fiscale. Si aucun accord n'est intervenu à cette date, un arrêt des activités gouvernementales aux États-Unis peut intervenir (government shutdown). Dans ce cas, la NASA doit cesser toute activité hormis les services essentiels préservant les missions en cours (habitées ou robotiques). Toutefois, dans la mesure où plus de 70 % du budget est dépensé sous forme de contrats passés avec des sociétés extérieures, celles-ci peuvent continuer à travailler en utilisant les avances financières reçues. En juillet 2025, La NASA a licencié plus de 20 % de son personnel, de sont agence

## Autres agences spatiales américaines
La NASA est loin d'avoir le monopole du programme spatial américain. L'activité spatiale américaine civile et militaire est répartie entre plusieurs agences. Parmi celles-ci la NASA ne dispose que du deuxième budget par ordre d'importance :
- le ministère de la Défense (Department of Defense) dispose d'un budget spatial supérieur à celui de la NASA (environ 27 milliards de dollars américains en 2008) consacré notamment aux satellites militaires de télécommunications, météorologiques, d'alerte avancée et de navigation par satellite ;
- le National Reconnaissance Office (NRO), organisation américaine est chargée des satellites de reconnaissance et d'écoute (budget de 10,3 milliards de dollars américains en 2014)[79] ;
- la National Geospatial-Intelligence Agency (NGA), chargé de la collecte de l'imagerie par satellite pour le compte de la défense américaine (budget de 2 milliards de dollars américains en 2008) ;
- le National Oceanic and Atmospheric Administration (NOAA), qui fournit les données climatiques, conçoit et gère les satellites météorologiques en orbites géostationnaire (GOES) et héliosynchrone (TIROS). En 1983, le NOAA prend la responsabilité pour le programme Landsat et 1984 pour le programme Tropical Ocean and Global Atmosphere (TOGA).

## Honneurs
- (11365) NASA, astéroïde.